# 8. April
Der 8. April ist der 98. Tag des gregorianischen Kalenders (der 99. in Schaltjahren), somit bleiben 267 Tage bis zum Jahresende.

## Ereignisse

### Politik und Weltgeschehen

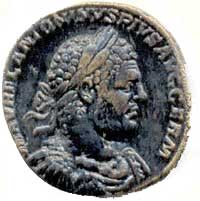
217: Caracalla

- 0217: Der römische Kaiser Caracalla wird auf einem Feldzug gegen die Parther vom Prätorianer Iulius Martialis ermordet. Der Prätorianerpräfekt Macrinus, der die Tat organisiert hat, wird wenige Tage später zu dessen Nachfolger erhoben.
- 1271: Gegen Zusicherung des freien Geleits übergeben die Johanniter im Siebten Kreuzzug die Kernburg des Krak des Chevaliers an Sultan Baibars I., der die Festung seit Februar belagert. Damit fällt ein Symbol für die Kreuzzüge in die Hand der Mamluken, was einen schweren Rückschlag für die geschwächten Kreuzfahrerstaaten bedeutet.
- 1374: Gregor XI. erlässt die Bulle Salvator Humani Generis, die 14 Artikel des Sachsenspiegels bannt, sie werden als Articuli Reprobati bekannt.
- 1415: Unter der Leitung des byzantinischen Kaisers Manuel II. beginnen tausende Arbeiter mit Reparaturen am antiken Hexamilion. Das Bauwerk beim Isthmus von Korinth soll den Peloponnes vor Angriffen aus Norden schützen.

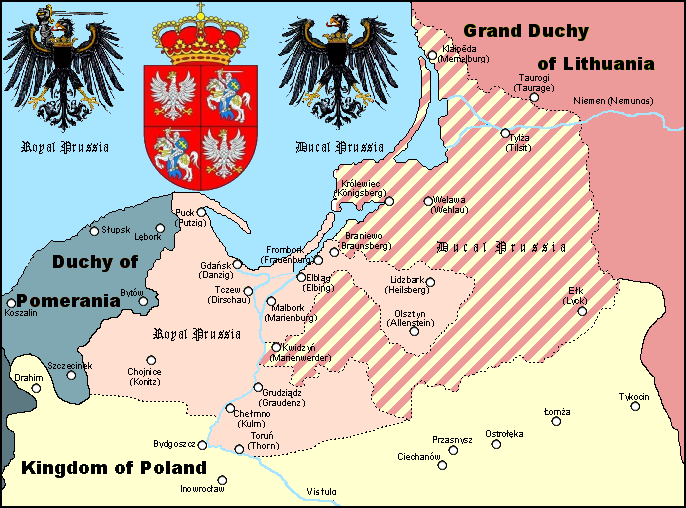
1525: Herzogtum Preußen (schraffiert)

- 1525: Der Hochmeister des Deutschen Ordens, Albrecht von Brandenburg-Ansbach, säkularisiert das Gebiet des Ordens und leistet den Huldigungseid an seinen Onkel König Sigismund von Polen, der ihm das Land als Herzogtum Preußen zum Lehen überlässt. Das Heilige Römische Reich erkennt die Säkularisation nicht an und ernennt im folgenden Jahr Walther von Cronberg zum Hochmeister.
- 1783: Die russische Zarin Katharina die Große verkündet die Annexion der Krim, der Halbinsel Taman und des Kuban-Gebietes durch Russland.
- 1812: Der russische Zar Alexander macht durch ein Dekret Helsinki zur Hauptstadt des neuen Großfürstentums Finnland.
- 1866: Kurz vor Beginn des Deutschen Krieges schließen Preußen und Italien ein Offensiv- und Defensivbündnis gegen Österreich, womit Preußen gegen die 1815 beschlossene Deutsche Bundesakte verstößt.
- 1891: Das erste Statistische Jahrbuch der Schweiz wird publiziert.

1898: Mahmud Ahmad nach der Schlacht am Atbara

- 1898: In der Schlacht am Atbara schlägt eine britisch-ägyptische Armee unter Herbert Kitchener 15.000 sudanesische Aufständische des Mahdi-Aufstandes am Zusammenfluss von Nil und Atbara. Mahmud Ahmad, der General der Sudanesen, wird gefangen genommen, während Osman Digna mit einigen tausend Mann nach Süden entkommen kann.
- 1904: Nach der friedlichen Beilegung der Faschoda-Krise bilden Großbritannien und Frankreich die Entente cordiale zur Lösung ihrer kolonialen Interessenkonflikte in Afrika.
- 1907: Besuch des britischen Königs Eduard VII. bei Alfons XIII. in Cartagena führt zum Abkommen zwischen Spanien, Großbritannien und Frankreich
- 1908: H. H. Asquith wird als Nachfolger von Henry Campbell-Bannerman neuer Premierminister des Vereinigten Königreichs.
- 1913: Der 17. Zusatzartikel zur Verfassung der Vereinigten Staaten zur Direktwahl der Senatoren in den Vereinigten Staaten wird verabschiedet.

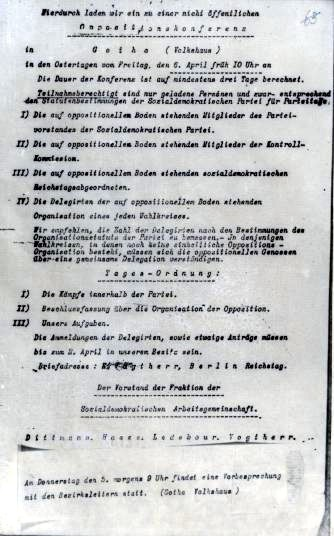
1917: Die Tagesordnung der Konferenz

- 1917: Im Volkshaus zum Mohren in Gotha endet die Reichskonferenz der sozialdemokratischen Opposition, auf der die Unabhängige Sozialdemokratische Partei Deutschlands (USPD) gegründet worden ist. Der kriegsbejahende Teil der Sozialdemokraten wird damit zur Mehrheitssozialdemokratischen Partei Deutschlands (MSPD).

1933: Vorschlag für die Flagge von Westralia

- 1933: In einem Referendum in Westaustralien sprechen sich fast zwei Drittel der Abstimmenden für eine Sezession des Bundesstaats von Australien aus.
- 1940: Großbritannien beginnt im Zweiten Weltkrieg mit der Operation Wilfred zur Entsendung britischer Truppen nach Norwegen und die Verminung der Küstengewässer. Die Operation wird schon wenig später nach dem Zusammentreffen mit deutschen Truppen des Unternehmens Weserübung wieder abgebrochen.

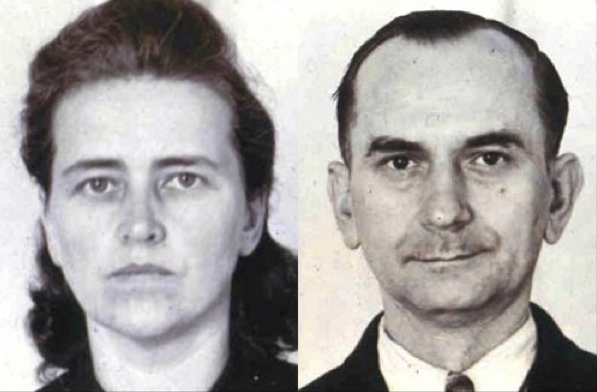
1943: Elise und Otto Hampel

- 1943: Elise und Otto Hermann Hampel, Widerstandskämpfer gegen das deutsche Naziregime, werden hingerichtet.
- 1945: Ein Räumungstransport vom KZ Salzgitter-Drütte nach Bergen-Belsen wird von den Alliierten bombardiert. Die überlebenden Häftlinge fliehen in das nahegelegene Waldgebiet Neustädter Holz. Sie werden daraufhin verfolgt und wahllos ermordet. Das Endphaseverbrechen wird als „Celler Hasenjagd“ bekannt.
- 1945: Die Operation Radetzky zur kampflosen Übergabe der Stadt Wien an die Sowjetunion im Zweiten Weltkrieg wird aufgedeckt. Die Widerstandskämpfer Alfred Huth, Rudolf Raschke und Karl Biedermann werden verhaftet und noch am gleichen Tag öffentlich gehängt. Die mitbeteiligten Ferdinand Käs und Carl Szokoll werden gewarnt und können fliehen.
- 1945: Über 200 US-Bomber zerstören bei einem schweren Luftangriff 82 Prozent der Innenstadt von Halberstadt. Rund 2500 Menschen kommen bei dem Luftangriff ums Leben, die Trümmermenge beträgt etwa 1,5 Millionen Kubikmeter.
- 1953: Der kenianische Unabhängigkeitskämpfer Jomo Kenyatta aus dem Volk der Kikuyu wird wegen der Führung des Mau-Mau-Kriegs gegen die britische Kolonialherrschaft zu sieben Jahren schwerer Arbeit und anschließender unbegrenzter Verwahrung verurteilt.
- 1960: Die südafrikanische Regierung unter Hendrik Frensch Verwoerd verfügt im Rahmen ihrer Apartheidspolitik ein Verbot des Afrikanischen Nationalkongresses.

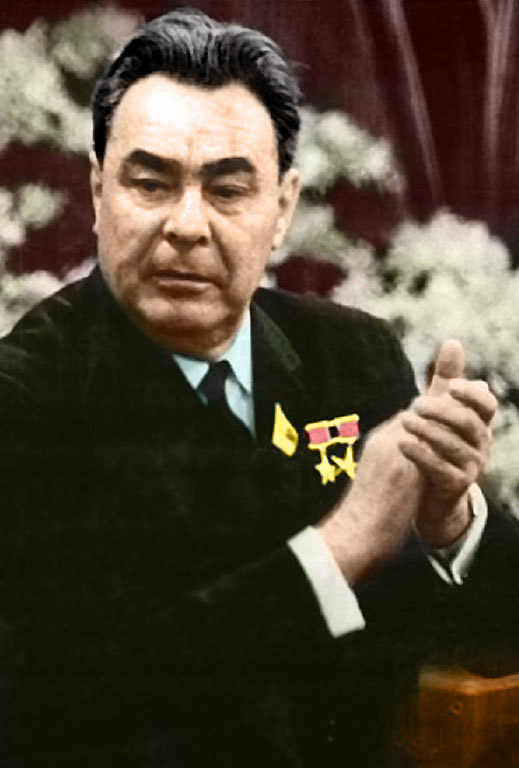
1966: Leonid Breschnew

- 1966: Der sowjetische Parteichef Leonid Breschnew nimmt den Titel Generalsekretär der KPdSU an, den zuletzt Josef Stalin getragen hat.
- 1977: Israels Ministerpräsident Jitzchak Rabin tritt nach Devisenvergehen seiner Ehefrau zurück, verbleibt jedoch als Mitglied der Arbeitspartei (Awoda) im Parlament.
- 1986: Der Schauspieler Clint Eastwood wird mit großer Mehrheit der Abstimmenden als Kandidat der Republikanischen Partei zum Bürgermeister des kalifornischen Ortes Carmel-by-the-Sea gewählt.
- 2018: Aus der Parlamentswahl in Ungarn geht die Fidesz-Partei von Regierungschef Viktor Orbán mit 49,2 Prozent der Wählerstimmen als klarer Gewinner hervor.

### Wirtschaft
- 1886: Auf die von ihm entwickelte Trockenbatterie erhält Carl Gassner ein deutsches Patent.
- 1946: In Frankreich entsteht das Energieversorgungsunternehmen Électricité de France aus der Verstaatlichung mehrerer Unternehmen.
- 1994: Die erste Thailändisch-Laotische Freundschaftsbrücke wird eröffnet, sie verbindet Vientiane mit Nong Khai. Als zweite den Mekong überspannende Brücke ermöglicht sie die Verbindung zwischen den beiden Hauptstädten Bangkok in Thailand und Vientiane in Laos.
- 1997: Der deutsche Bastei-Verlag stellt vierzig Jahre nach ihrem ersten Erscheinen die Groschenheftserie Wildwest-Roman mit Band 1859 ein.
- 2002: Der Medienkonzern Kirch-Gruppe des Unternehmers Leo Kirch muss wegen Verbindlichkeiten in Höhe von über 7 Milliarden Euro den Insolvenzantrag stellen.

### Wissenschaft und Technik

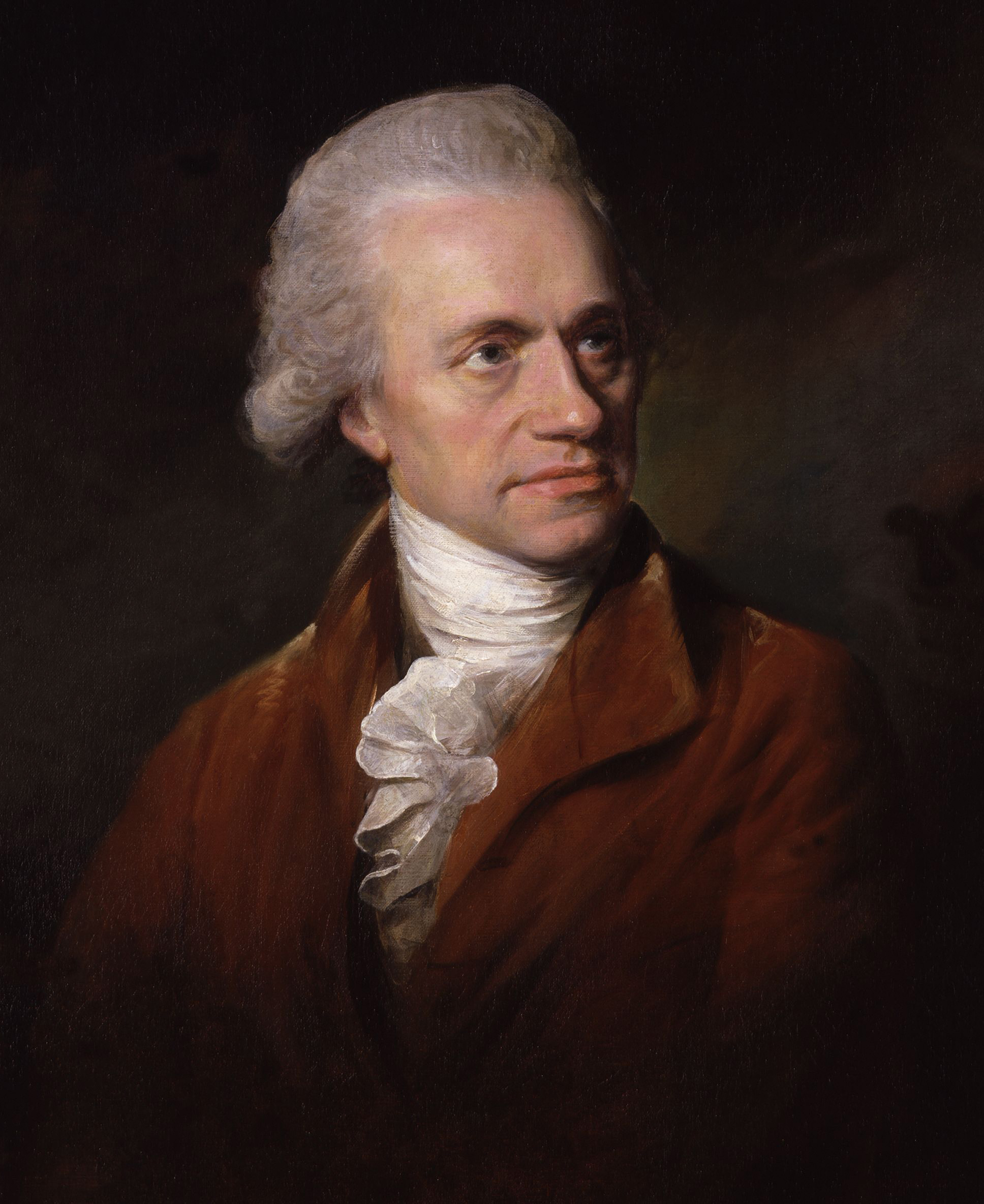
1784: William Herschel

- 1784: Der deutsch-britische Astronom Wilhelm Herschel entdeckt sechs bisher unbekannte Galaxien: Messier 91 und NGC 4419 im Sternbild Haar der Berenike, NGC 4438 im Sternbild Jungfrau sowie NGC 3377, NGC 3412 und NGC 3628 im Sternbild Löwe.
- 1838: Die Great Western, das größte Dampfschiff ihrer Zeit, läuft im englischen Bristol zu ihrer Jungfernfahrt nach New York aus.

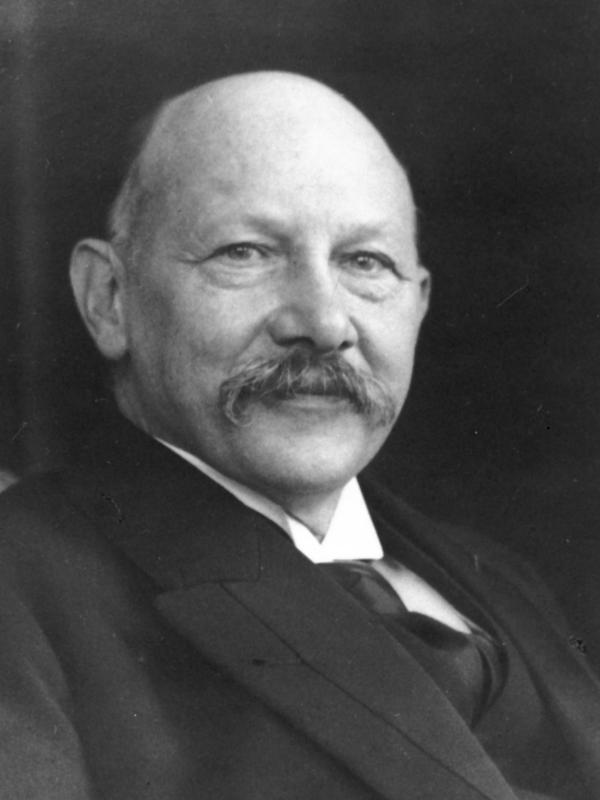
1911: Heike Kamerlingh Onnes

- 1911: Der Niederländer Heike Kamerlingh Onnes beobachtet als Erster den Effekt der Supraleitung.
- 2005: Mit der Sonnenfinsternis tritt auf der pazifischen Erdhälfte eine seltene, hybride Finsternis ein, die sich im Verlauf von ringförmig zu total wandelt.
- 2008: Ein russisches Sojus-Raumschiff startet zur Mission Sojus TMA-12 in Richtung Internationale Raumstation ISS. An Bord befindet sich neben Kommandant Sergei Alexandrowitsch Wolkow und Bordingenieur Oleg Dmitrijewitsch Kononenko auch die Forschungskosmonautin Yi So-yeon, die damit zur ersten Südkoreanerin im All wird.

### Kultur
- 1708: Das Oratorium La Resurrezione des jungen Georg Friedrich Händel wird in Rom erstmals aufgeführt.

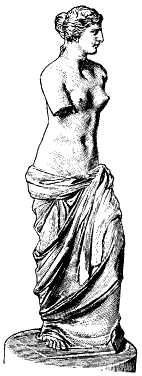
1820: Venus von Milo

- 1820: Der Bauer Georgios Kentrotas findet auf der Ägäis-Insel Milos bei der Suche nach Baumaterial die Venus von Milo.
- 1876: Die Oper La Gioconda von Amilcare Ponchielli wird mit großem Erfolg am Teatro alla Scala in Mailand uraufgeführt. Das Libretto stammt von Arrigo Boito unter dem Pseudonym Tobia Gorrio, nach dem Schauspiel Angelo, tyran de Padoue von Victor Hugo. Die Oper bleibt der einzige Erfolg des Komponisten.
- 1967: In Wien gewinnt die britische Popsängerin Sandie Shaw mit Puppet on a String den zwölften Grand Prix Eurovision de la Chanson.
- 2012: Der israelische Innenminister Eli Jischai erklärt den Schriftsteller Günter Grass wegen seines umstrittenen Gedichtes Was gesagt werden muss zur Persona non grata.

### Gesellschaft
- 1874: Im Deutschen Reich wird mit dem Reichsimpfgesetz die Impfung gegen Pocken für Kinder verpflichtend eingeführt.
- 1904: Der Longacre Square in Manhattan, New York City, wird nach der Zeitung The New York Times in Times Square umbenannt.
- 2003: Das Landgericht Würzburg verurteilt den Motivationstrainer Jürgen Höller wegen Untreue, vorsätzlichem Bankrott und falscher eidesstattlicher Versicherung zu drei Jahren Haft.

### Religion
- 1378: Bartolomeo Prignano wird unter dem Namen Urban VI. zum Papst gewählt. Er ist der letzte Papst, der zur Zeit seiner Wahl nicht dem Kardinalskollegium angehört. Wochen später wird er Ursache für das Abendländische Schisma.
- 1455: Alonso de Borja aus dem Geschlecht der Borgia wird zum Papst gewählt. Er nimmt den Namen Calixt III. an.
- 1529: Die Flensburger Disputation zwischen Melchior Hofmann und Vertretern der lutherischen Geistlichkeit findet statt. In Folge kommt es zur Einführung der lutherischen Reformation in Dänemark und den Herzogtümern Schleswig und Holstein.
- 1861: Das Protestantenpatent des Kaisers Franz Joseph I. bringt im Kaisertum Österreich erstmals eine relative rechtliche Gleichstellung der Evangelischen Kirche A.B. und der Evangelischen Kirche H.B. mit der römisch-katholischen Kirche.

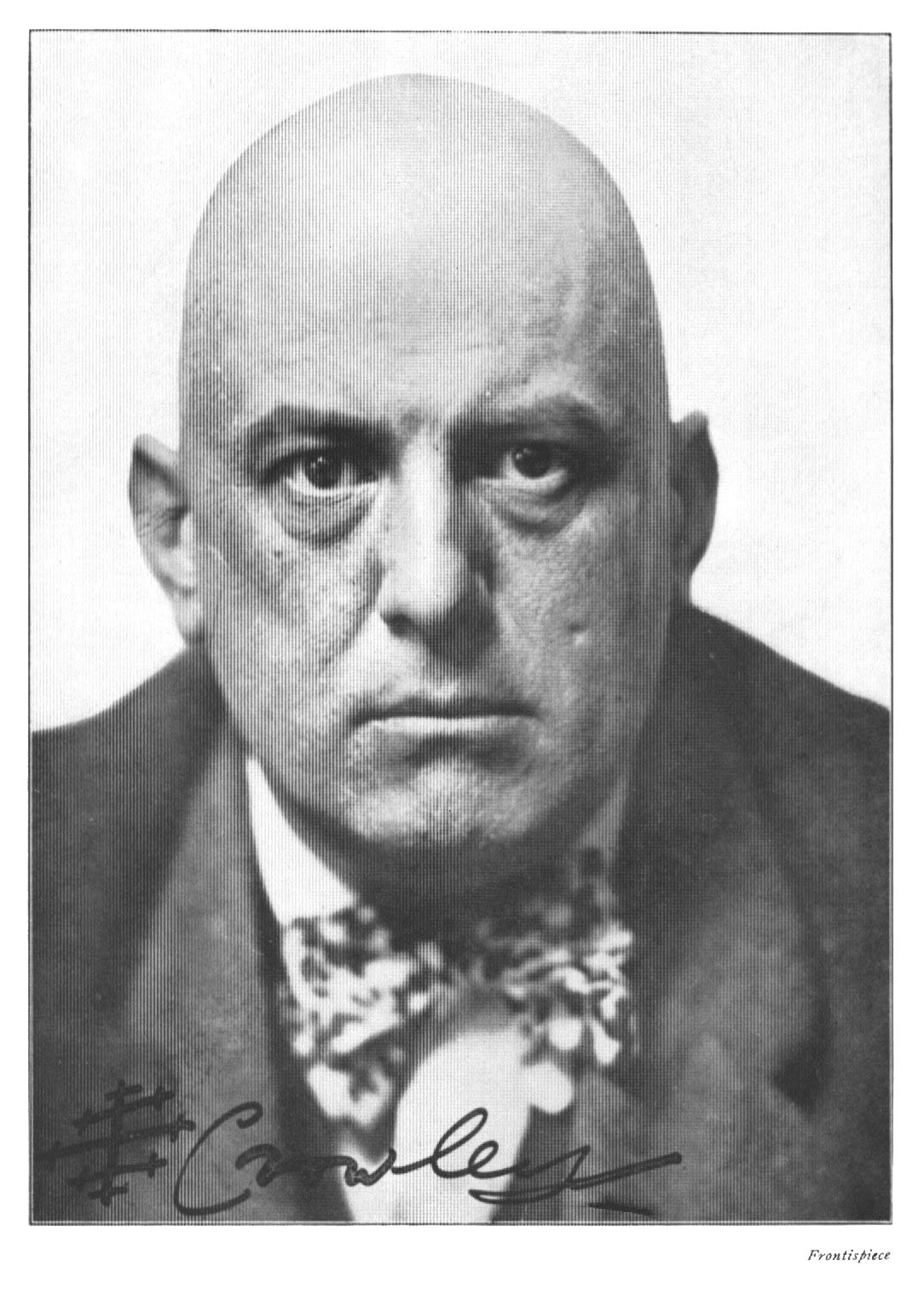
1904: Aleister Crowley

- 1904: Der britische Okkultist Aleister Crowley beginnt mit der Niederschrift seines Buches Liber AL vel Legis (Buch des Gesetzes), mit dem er die neue religiöse Bewegung Thelema gründet.
- 2005: Papst Johannes Paul II. wird in Rom in der Basilika San Pietro beigesetzt. Zur Totenmesse kommen rund 3,5 Millionen Menschen nach Rom.

### Katastrophen
- 1906: Am Höhepunkt des seit 4. April dauernden schwersten Ausbruchs des Vesuvs seit 1631 wird Asche bis in 1300 m Höhe geschleudert. Die Spitze des Berges wird gekappt und er verliert über 200 m Höhe. Bei dem Vulkanausbruch, der bis zum 22. April dauert, kommen mehr als 100 Menschen ums Leben.
- 1954: Eine halbe Stunde nach dem Start vom Flughafen Rom-Ciampino zerbricht eine Comet 1 über dem Tyrrhenischen Meer. Alle 21 Menschen an Bord kommen um. Dies ist bereits der dritte Absturz einer Unfallserie, die insgesamt 99 Menschen das Leben kostet. Infolgedessen wird dem Typ die Zulassung entzogen und umfassende Untersuchen eingeleitet, wobei erstmals Materialermüdung durch Nutzung der Druckkabine als Unglücksursache festgestellt wird.
- 1961: Auf dem britischen Passagierschiff Dara, das sich auf dem Weg nach Basra befindet, kommt es zu einer heftigen Explosion, in deren Folge ein Feuer an Bord ausbricht. 238 Menschen kommen durch die Detonation, den Brand oder während der Evakuierung ums Leben. Das Schiff sinkt zwei Tage später im Persischen Golf unweit von Dubai.

Kleinere Unglücksfälle sind in den Unterartikeln von Katastrophe und in der Liste von Katastrophen aufgeführt.

### Sport
- 1901: Die österreichische Fußballnationalmannschaft absolviert ihr „Ur-Länderspiel“, das allerdings nicht als offizielles Länderspiel anerkannt wird, gegen die Schweizer Fußballnationalmannschaft.

Einträge von Leichtathletik-Weltrekorden befinden sich unter der jeweiligen Disziplin unter Leichtathletik.

## Geboren

### Vor dem 18. Jahrhundert
- 1250: Johann von Damiette, Sohn des Königs Ludwig IX. von Frankreich und der Margarete von Provence

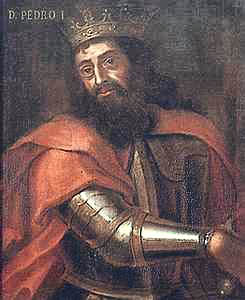
Peter I. von Portugal (* 1320)

- 1320: Peter I., portugiesischer König
- 1336: Timur, mongolischer Eroberer
- 1435: John Clifford, 9. Baron de Clifford, englischer Adliger und Militär
- 1474: Elisabeth von Brandenburg, Gräfin von Henneberg
- 1506: Jachiam Tütschett Bifrun, Schweizer reformierter Bibelübersetzer
- 1526: Elisabeth von Braunschweig-Calenberg, Gräfin von Henneberg-Schleusingen
- 1533: Claudio Merulo, italienischer Komponist und Organist
- 1536: Barbara von Hessen, Prinzessin von Hessen, Gräfin von Württemberg-Mömpelgard und von Waldeck
- 1556: David Höschel, deutscher Humanist
- 1580: Augusta, Herzogin von Schleswig-Holstein-Gottorf
- 1580: William Herbert, 3. Earl of Pembroke, englischer Adliger
- 1583: Nikolaus Esterházy, ungarischer Adeliger, Begründer der Magnatenfamilie Esterházy
- 1592: Justus Sinold, deutscher Rechtswissenschaftler
- 1596: Juan van der Hamen y León, spanischer Maler
- 1602: Johann Jakob Ulrich, Schweizer evangelischer Geistlicher und Hochschullehrer
- 1605: Philipp IV., spanischer, neapolitanischer und sizilianischer König und als Philipp III. König von Portugal
- 1612: Rudolph Wilhelm Krause der Ältere, deutscher Rechtswissenschaftler und Kanzler von Sachsen-Weimar
- 1622: Lebrecht, Fürst von Anhalt-Köthen
- 1623: Christoph Leopold von Schaffgotsch, Oberlandeshauptmann von Schlesien
- 1635: Johann Christoph Hundeshagen, deutscher Logiker und Philosoph
- 1655: Ludwig Wilhelm, Markgraf von Baden-Baden, kaiserlicher Feldherr
- 1664: Samuel Güldin, Schweizer Pietist
- 1669: Aurora Sanseverino, italienische Adlige, Dichterin und Kunstmäzenin
- 1674: Johann Burckhardt Mencke, deutscher Gelehrter, Verleger und Historiker
- 1692: Giuseppe Tartini, italienischer Violinvirtuose und Komponist
- 1695: Johann Christian Günther, deutscher Lyriker

### 18. Jahrhundert
- 1708: Georg Czarth, tschechischer Komponist, Violinist und Flötist
- 1712: Georg Sigismund Green der Jüngere, deutscher Theologe
- 1726: William Gibbons, US-amerikanischer Jurist und Politiker, Mitglied des Kontinentalkongresses
- 1726: Lewis Morris, britisch-US-amerikanischer Landbesitzer, Unterzeichner der Unabhängigkeitserklärung der USA, Mitglied des Kontinentalkongresses
- 1727: Johann Thaddäus Anton Peithner von Lichtenfels, böhmischer Montan- und Naturwissenschaftler
- 1740: Bernard-René Jordan de Launay, französischer Adliger, letzter Kommandant der Bastille in Paris
- 1758: Peter Joseph Krahe, deutscher Architekt des Frühklassizismus
- 1762: Georg Ludwig Spalding, deutscher Philologe
- 1764: Nikolai Petrowitsch Resanow, russischer Staatsmann
- 1766: Immanuel Carl Diez, deutscher Theologe, Philosoph und Arzt
- 1771: William Rabun, US-amerikanischer Politiker, Gouverneur von Georgia

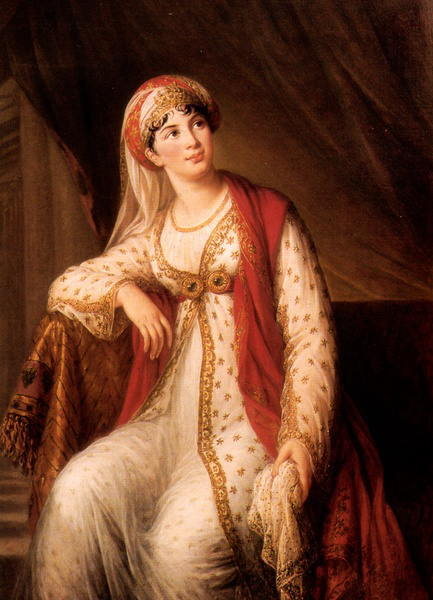
Giuseppina Grassini (* 1773)

- 1773: Giuseppina Grassini, italienische Opernsängerin (Alt)
- 1775: Adam Albert von Neipperg, österreichischer General und Staatsmann
- 1779: Johann Salomo Christoph Schweigger, deutscher Chemiker und Physiker
- 1783: John Claudius Loudon, britischer Botaniker und Landschaftsarchitekt
- 1784: Dionisio Aguado, spanischer Gitarrist und Komponist
- 1789: Wilhelm Snell, hessischer Professor, Revolutionär und Politiker
- 1792: Wilhelm von Baden, deutscher Adeliger, Prinz von Baden
- 1793: Karl Ludwig Hencke, deutscher Amateurastronom
- 1793: Karl Zell, deutscher Altphilologe und Politiker
- 1794: Friedrich Leonhardi, deutscher Advokat, Regierungsprokurator und Abgeordneter im Fürstentum Waldeck
- 1795: Moritz August von Bethmann-Hollweg, deutscher Jurist und Politiker, preußischer Minister
- 1800: Ernst Förster, deutscher Maler, Kunstschriftsteller und Dichter

### 19. Jahrhundert

#### 1801–1850
- 1801: Theodor von Heppe, Jurist und Hessen-Kasselischer Regierungspräsident
- 1801: Karoline Ferdinande von Österreich, Erzherzogin von Österreich und durch Heirat Prinzessin von Sachsen
- 1802: Georg Ferdinand Howaldt, deutscher Goldschmied, Bildhauer und Erzgießer
- 1802: Wenzel Karl, Priester, Autor und Botaniker
- 1802: Gheorghe Magheru, rumänischer Freiheitskämpfer, General und Politiker
- 1802: Karl Wilhelm Schmidt. deutscher Jurist und Archivar
- 1802: Gerard Conrad Bernard Suringar, deutscher Mediziner und Historiker
- 1803: Hermann von Plessen, preußischer Generalleutnant
- 1803: Gerhard Schaurte, deutscher Unternehmer und Bürgermeister
- 1804: Julius Hildebrand, deutscher Theologe und Generalsuperintendent
- 1804: Adolf von Moltke, deutscher Verwaltungsjurist und Politiker
- 1805: Fidel von Baur-Breitenfeld, württembergischer Generalleutnant und Kriegsminister
- 1805: Fidelis Butsch, deutscher Buchhändler und Bibliophilie-Experte
- 1805: Hugo von Mohl, deutscher Botaniker
- 1805: Karl von Mulzer, bayerischer Verwaltungsjurist und Politiker
- 1806: Maximilian von Arco-Valley, deutscher Gutsbesitzer und Politiker
- 1807: Ernst Friedrich Gelpke, Schweizer evangelischer Geistlicher und Hochschullehrer
- 1807: Alois Henggeler, Schweizer Unternehmer und Politiker
- 1807: Karol Libelt, polnischer Publizist, Wissenschaftler, Politiker und Revolutionär
- 1807: Conrad Matthies, deutscher Theologe und Mitglied der Frankfurter Nationalversammlung
- 1807: Julius Schweikert, deutscher Mediziner und Pionier der Homöopathie
- 1808: Wilhelm von Bippen, deutscher Arzt, Autor und Politiker
- 1808: Friedrich Schultze, deutscher Landwirt und Politiker
- 1809: Johann Ludwig Coste, Gutsbesitzer, preußischer Landrat und Provinziallandtagsabgeordneter in Pommern
- 1810: Michael Haas, österreichischer Bischof
- 1810: Karl August Klüpfel, deutscher Historiker und Bibliothekar
- 1810: Hégésippe Moreau, französischer Schriftsteller
- 1810: Wilhelm Spindler, deutscher Wäscherei- und Färberei-Unternehmer
- 1810: Carl Spurzheim, österreichischer Arzt und Politiker
- 1810: Friedrich Wilhelm Unger, deutscher Jurist und Kunsthistoriker
- 1811: Heinrich Bosshard, Schweizer Lehrer, Musiker, Dichter, Naturforscher und Landwirt
- 1811: Bernhard Brons, deutscher Kaufmann und Politiker
- 1811: George Washington Greene, US-amerikanischer Historiker
- 1811: Friedrich Hitzig, deutscher Architekt
- 1811: Samuel Moritz Pappenheim, deutscher Arzt und Forscher
- 1811: Beniamino Raffaello Sanguinetti, französischer Orientalist und Arzt
- 1813: Eduard Karl Braun, deutscher Mediziner und Badearzt
- 1813: Adolph Helfferich, deutscher Philosoph und Kulturhistoriker
- 1813: William Alanson Howard, US-amerikanischer Politiker
- 1814: Wilhelm Pilgram, deutscher Maler
- 1814: Anton Friedrich Spring, deutsch-belgischer Botaniker, Mediziner und Naturwissenschaftler
- 1815: Andrew Graham, irischer Astronom
- 1815: Adolf Haakh, deutscher Klassischer Philologe und Altertumsforscher
- 1815: Ernst von Holleben, deutscher Richter
- 1815: Michael Odermatt, Schweizer Politiker
- 1815: Edmond Schérer, französischer Theologe, Literaturkritiker und Politiker
- 1818: Christian IX., König von Dänemark, Herzog von Schleswig

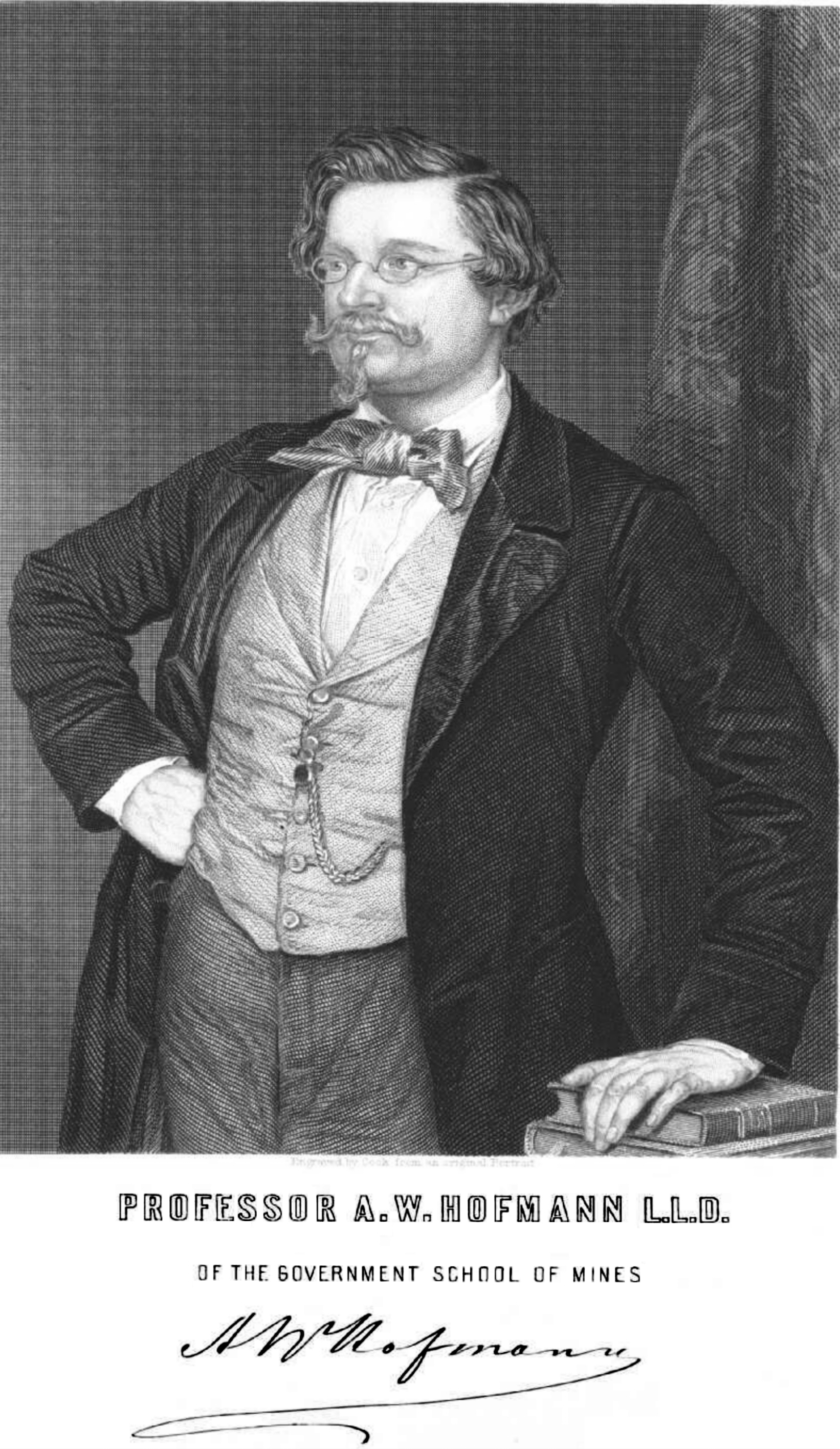
August Wilhelm von Hofmann (* 1818)

- 1818: August Wilhelm von Hofmann, deutscher Chemiker
- 1819: George Coppin, australischer Schauspieler, Theaterunternehmer und Politiker
- 1823: Rosina Penco, italienische Opernsängerin
- 1824: Sophie von Oranien-Nassau, Prinzessin der Niederlande und Großherzogin von Sachsen-Weimar-Eisenach
- 1832: Alfred von Waldersee, deutscher Offizier und preußischer Generalfeldmarschall, Chef des Großen Generalstabs
- 1835ː Josephine zu Leiningen-Westerburg, deutsche Lyrikerin
- 1835: Alberta von Maytner, österreichische Schriftstellerin
- 1835: Anna Schramm, deutsche Soubrette und Schauspielerin

Alberta von Maytner (* 1835)

- 1840: Julius Dammann, deutscher Geistlicher und Schriftsteller
- 1841: Federico Consolo (sephardisch-hebräischer Name: Jehel Nahamán), italienischer Geiger und Komponist
- 1841: Karl Weißbach, deutscher Architekt
- 1843: Asger Hamerik, dänischer Komponist und Dirigent
- 1844: Christian Dietrich, deutscher evangelischer Geistlicher, Leiter des schwäbischen Altpietismus
- 1847: Emil Kirdorf, deutscher Industrieller
- 1847: Karl Wittgenstein, deutsch-österreichischer Unternehmer der Montanindustrie

#### 1851–1900
- 1858: Jan Styka, polnischer Maler

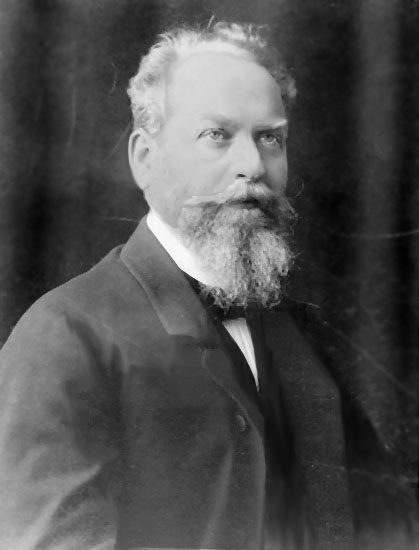
Edmund Husserl (* 1859)

- 1859: Edmund Husserl, deutscher Philosoph
- 1862: August Aschinger, deutscher Gastronom
- 1864: Carlos Deltour, französischer Ruderer, Olympiamedaillengewinner
- 1866: Fritz Mackensen, deutscher Maler
- 1867: Max Kassiepe, deutscher Geistlicher und Volksmissionar
- 1868: Werner von Bolton, deutscher Chemiker und Werkstoffwissenschaftler, Erfinder der metallischen Glühfäden
- 1868: Alice Carter Cook, US-amerikanische Botanikerin und Autorin
- 1868: Simon Gfeller, Schweizer Mundartdichter
- 1869: Charles Binet, französischer Geistlicher, Bischof von Soissons, Erzbischof von Besançon, Kardinal
- 1869: Harvey Cushing, US-amerikanischer Neurologe und Chirurg
- 1870: John Paine, US-amerikanischer Sportschütze, Olympiasieger
- 1870: Sigismond Stojowski, polnischer Pianist und Komponist
- 1873: Heinrich Dubbel, deutscher Professor für Maschinenbau
- 1873: Wilhelm Paulcke, deutscher Geologe und Lawinenforscher

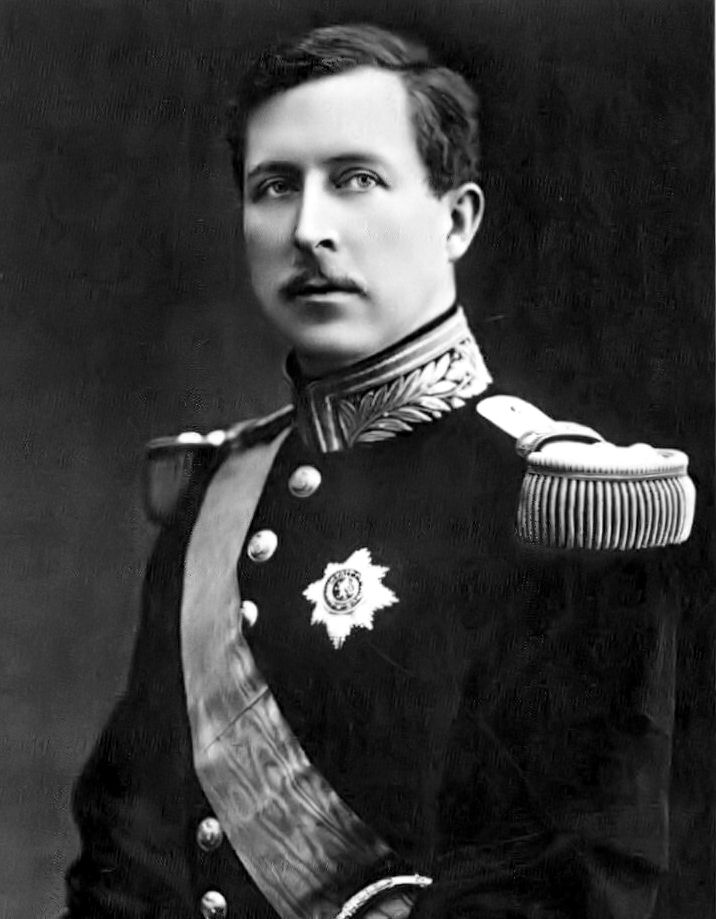
Albert von Belgien (* 1875)

- 1875: Albert I., König der Belgier
- 1876: Augusto Álvaro da Silva, brasilianischer Geistlicher, Bischof von Floresta und Barra, Erzbischof von São Salvador da Bahia, Kardinal
- 1877: Karl Walser, Schweizer Maler, Bühnenbildner und Illustrator
- 1878: Rudolf Nelson, deutscher Kabarettist, Pianist, Komponist und Theaterdirektor
- 1879: Heinrich Reimers, deutscher Publizist
- 1879: Max Wenzel, deutscher Mundartdichter
- 1881: Fernand Lamy, französischer Dirigent, Komponist und Musikpädagoge
- 1881: Peter Rohr, rumäniendeutscher Komponist und Dirigent
- 1882: Dmytro Doroschenko, ukrainischer Historiker und Politiker, Minister
- 1882ː Pauline Gistl, deutsche Unternehmerin
- 1885: Alexander Rüstow, deutscher Philosoph, Sozialwissenschaftler und Volkswirt
- 1886: Benjamín de Arriba y Castro, spanischer Geistlicher, Bischof von Mondoñedo und Oviedo, Erzbischof von Tarragona, Kardinal
- 1886: Dimitrios Levidis, griechischer Komponist
- 1886: Jānis Vītoliņš, lettischer Komponist
- 1887: Walter Connolly, US-amerikanischer Schauspieler
- 1887: Ludwig Wolker, deutscher Priester, führende Gestalt der katholischen Jugendbewegung
- 1888: Wilhelm Andreae, deutscher Sozialökonom
- 1888: Karl Jänecke, deutscher Arbeiter
- 1889: Adrian Boult, britischer Dirigent
- 1889: Just Dillgardt, deutscher Lokalpolitiker, SS-Angehöriger, Verbandsfunktionär und Konzernmanager, Oberbürgermeister von Essen
- 1889: Emil Frey, Schweizer Komponist, Pianist und Musikpädagoge
- 1889: Yvonne Netter, französische Rechtsanwältin und Widerstandskämpferin
- 1889: Blanche Stuart Scott, erste US-amerikanische Pilotin
- 1890: Johannes Böhm, deutscher Gewerkschafter und Politiker, MdL, MdB
- 1890: Zbigniew Drzewiecki, polnischer Pianist und Musikpädagoge
- 1890: Victor Schertzinger, US-amerikanischer Filmkomponist und Regisseur
- 1892: Julius von Borsody, österreichischer Filmarchitekt und Szenenbildner
- 1892: Werner Bula, Schweizer Techniker, Volksschriftsteller und Bühnenautor in Mundart
- 1892: Richard Neutra, österreichisch-US-amerikanischer Architekt

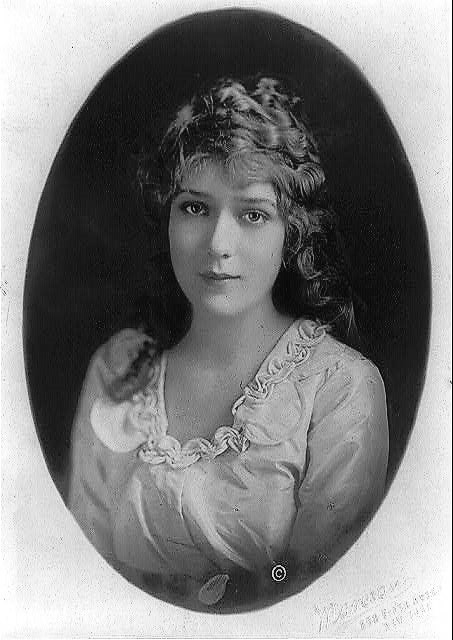
Mary Pickford (* 1892)

- 1892: Mary Pickford, US-amerikanische Schauspielerin der Stumm- und frühen Tonfilmzeit
- 1894: Erik Charell, deutscher Regisseur und Schauspieler
- 1894: Raymond Schwartz, französischer Esperantoschriftsteller und Bankdirektor
- 1894: Hermann Sendelbach, deutscher Dichter
- 1896: Karl Hermann Pillney, österreichischer Konzertpianist
- 1897: Thomas Andresen, deutscher Politiker, MdL, Landesminister
- 1897: Will Dohm, deutscher Schauspieler
- 1897: Herbert Eimert, deutscher Komponist
- 1897: Adolf Lampe, deutscher Ökonom
- 1897: Max Rychner, Schweizer Schriftsteller und Literaturkritiker
- 1898: Achille Van Acker, belgischer Politiker, Minister, mehrfacher Premierminister, Parlamentspräsident
- 1898: Therese Neumann, deutsche Bauernmagd und Mystikerin
- 1898: André Rousseau, französischer Automobilrennfahrer
- 1899: John Christie, britischer Serienmörder
- 1900: Adolf Rosenberger, deutscher Automobilrennfahrer und Kaufmann
- 1900: Richard Sahla, deutscher Springreiter

### 20. Jahrhundert

#### 1901–1925

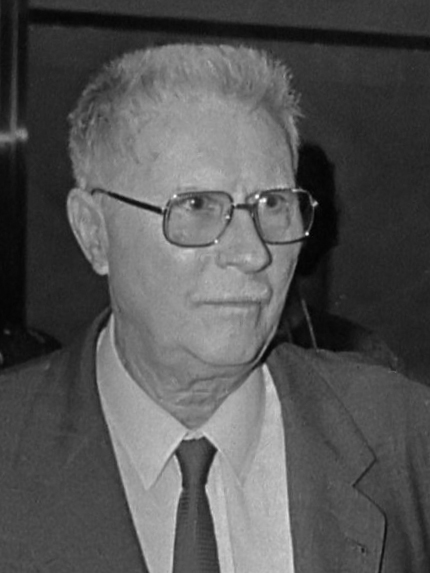
Jean Prouvé (* 1901)

- 1901: Jean Prouvé, französischer Architekt und Designer
- 1902: Hermann Ahrens, deutscher Politiker, MdL, mehrfacher Landesminister, MdB
- 1902: Josef Krips, österreichischer Dirigent und Violinist
- 1903: Ward Bond, US-amerikanischer Schauspieler
- 1903: Maria Mönch-Tegeder, deutsche Dichterin
- 1904: John Antill, australischer Komponist
- 1904: Yves Congar, französischer Kardinal der römisch-katholischen Kirche
- 1904: John R. Hicks, britischer Ökonom
- 1904: Karl Scherm, deutscher Fußballspieler
- 1904: Herbert Wolff, deutscher Politiker

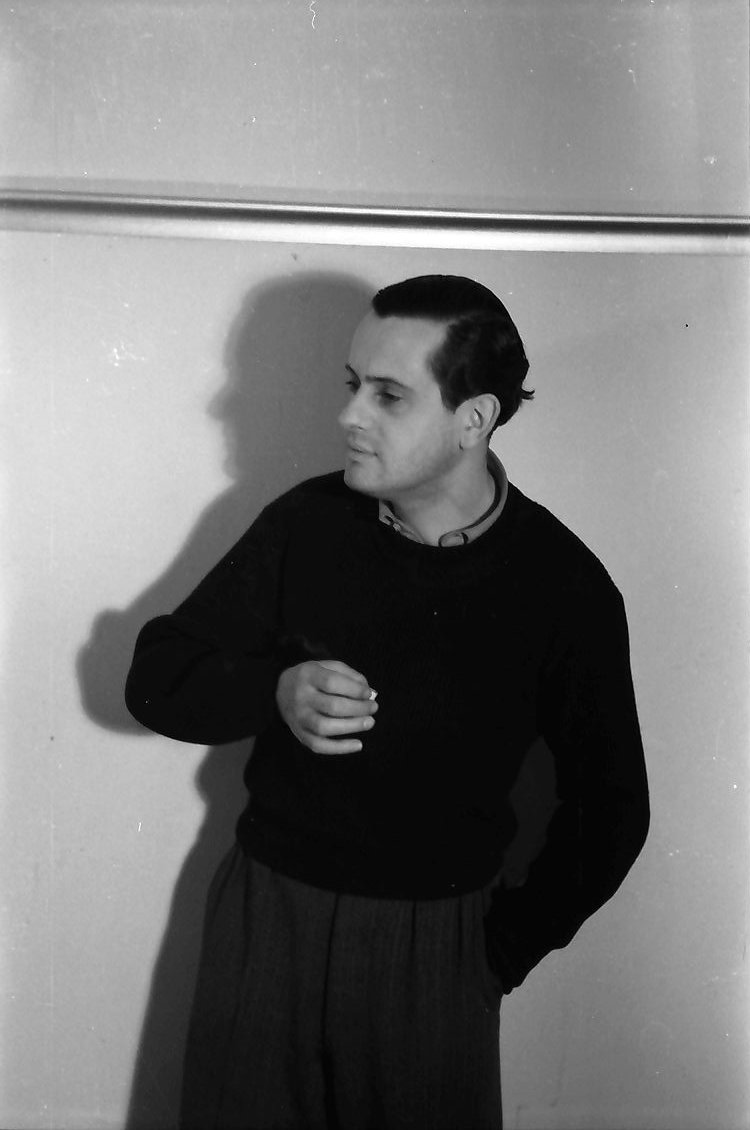
Curt Ackermann (* 1905)

- 1905: Curt Ackermann, deutscher Schauspieler und Synchronregisseur
- 1905: Joachim Büchner, deutscher Leichtathlet
- 1905: Arnulf Klett, deutscher Kommunalpolitiker, Oberbürgermeister von Stuttgart
- 1905: Hans Scherfig, dänischer Schriftsteller, Maler und Illustrator
- 1907: Walter Czollek, Leiter des Verlages Volk und Welt in der DDR
- 1908: Hugo Fregonese, Regisseur argentinischer Herkunft
- 1908: Gottfried von Freiberg, österreichischer Hornist
- 1908: Willy Könen, deutscher Politiker, MdB
- 1908: Tommy McClennan, US-amerikanischer Blues-Musiker
- 1908: Heinz Schubert, deutscher Komponist
- 1909: John Fante, US-amerikanischer Schriftsteller
- 1909: Olavi Pesonen, finnischer Komponist
- 1909: Lucien Vincent, französischer Automobilrennfahrer
- 1910: Paul Kuën, deutscher Charaktertenor
- 1910: George Musso, US-amerikanischer American-Football-Spieler

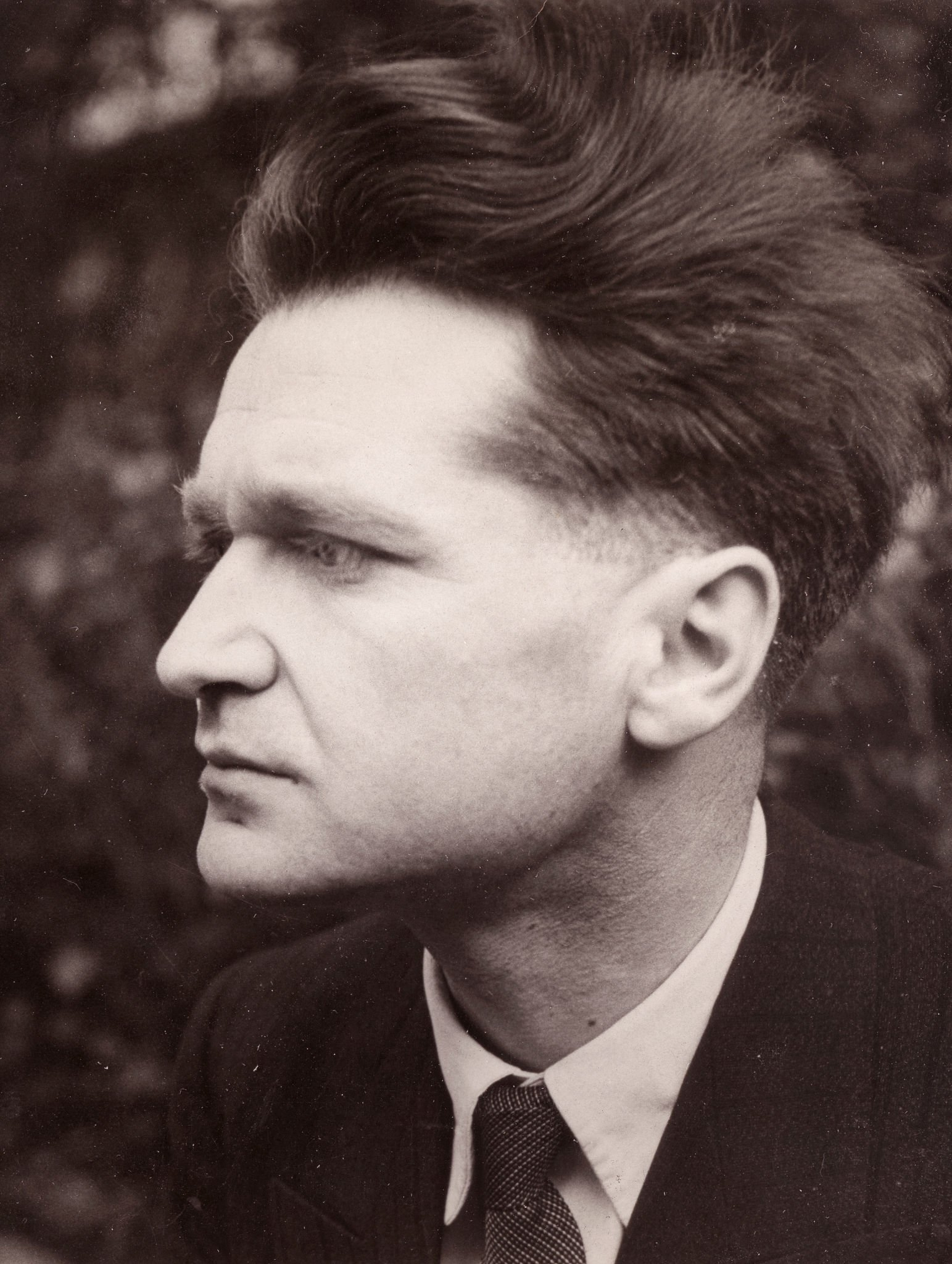
Emil Cioran (* 1911)

- 1911: Emil Cioran, rumänischer Philosoph
- 1911: Melvin Calvin, US-amerikanischer Chemiker und Biochemiker
- 1912: Alois Brunner, deutscher Offizier, Kriegsverbrecher
- 1912: Walentin Chorell, finnlandschwedischer Schriftsteller und Drehbuchautor
- 1912: Sonja Henie, norwegische Eiskunstläuferin
- 1913: Sourou-Migan Apithy, beninischer Staatspräsident
- 1914: Léonie Geisendorf, schwedische Architektin
- 1915: Karl Wilhelm Berkhan, deutscher Politiker, Wehrbeauftragter des Deutschen Bundestages
- 1917: Winifred Asprey, US-amerikanische Mathematikerin und Informatikerin
- 1918: Roberta Cowell, britische Automobilrennfahrerin und Transpionierin
- 1918: Betty Ford, First Lady der Vereinigten Staaten
- 1918: Heidemarie Hatheyer, österreichische Schauspielerin, Sängerin und Kabarettistin
- 1918: Cornelius Kornfeld, deutscher Filmredakteur und Schriftsteller
- 1918: Arrigo Wittler, deutscher Maler
- 1919: Ian Smith, rhodesischer Politiker
- 1920: Alberto Abdala, uruguayischer Politiker

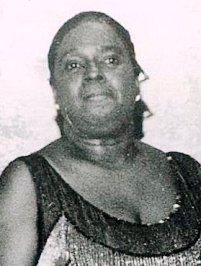
Carmen McRae (* 1920)

- 1920: Carmen McRae, US-amerikanische Jazzmusikerin
- 1920: Antonín Šponar, tschechoslowakischer Skirennläufer
- 1921: Franco Corelli, italienische Sänger
- 1921: Jan Novák, tschechischer Komponist
- 1922: Alfred Lorenzer, deutscher Psychoanalytiker und Soziologe
- 1923: Edward Mulhare, US-amerikanischer Schauspieler
- 1924: Frédéric Back, kanadischer Film-Animator
- 1924: Humberto Costantini, argentinischer Schriftsteller
- 1924: Malwine Moeller, deutsche Opernsängerin und Schauspielerin
- 1924: Fritz Molden, österreichischer Widerstandskämpfer und Journalist, Verleger und Diplomat
- 1924: Günter Pfitzmann, deutscher Schauspieler und Kabarettist
- 1925: Helmut Schmid, deutscher Schauspieler und Regisseur
- 1925: Walter Uhlig, deutscher Opernsänger

#### 1926–1950
- 1926: Jürgen Moltmann, deutscher Theologe
- 1926: Elisabeth Wiedemann, deutsche Schauspielerin
- 1928: Willi Brokmeier, deutscher Opernsänger
- 1928: Per-Erik Ekblom, finnischer Fernschachspieler und Schachfunktionär
- 1928: Eric Porter, britischer Schauspieler
- 1929: Walter Berry, österreichischer Bassbariton

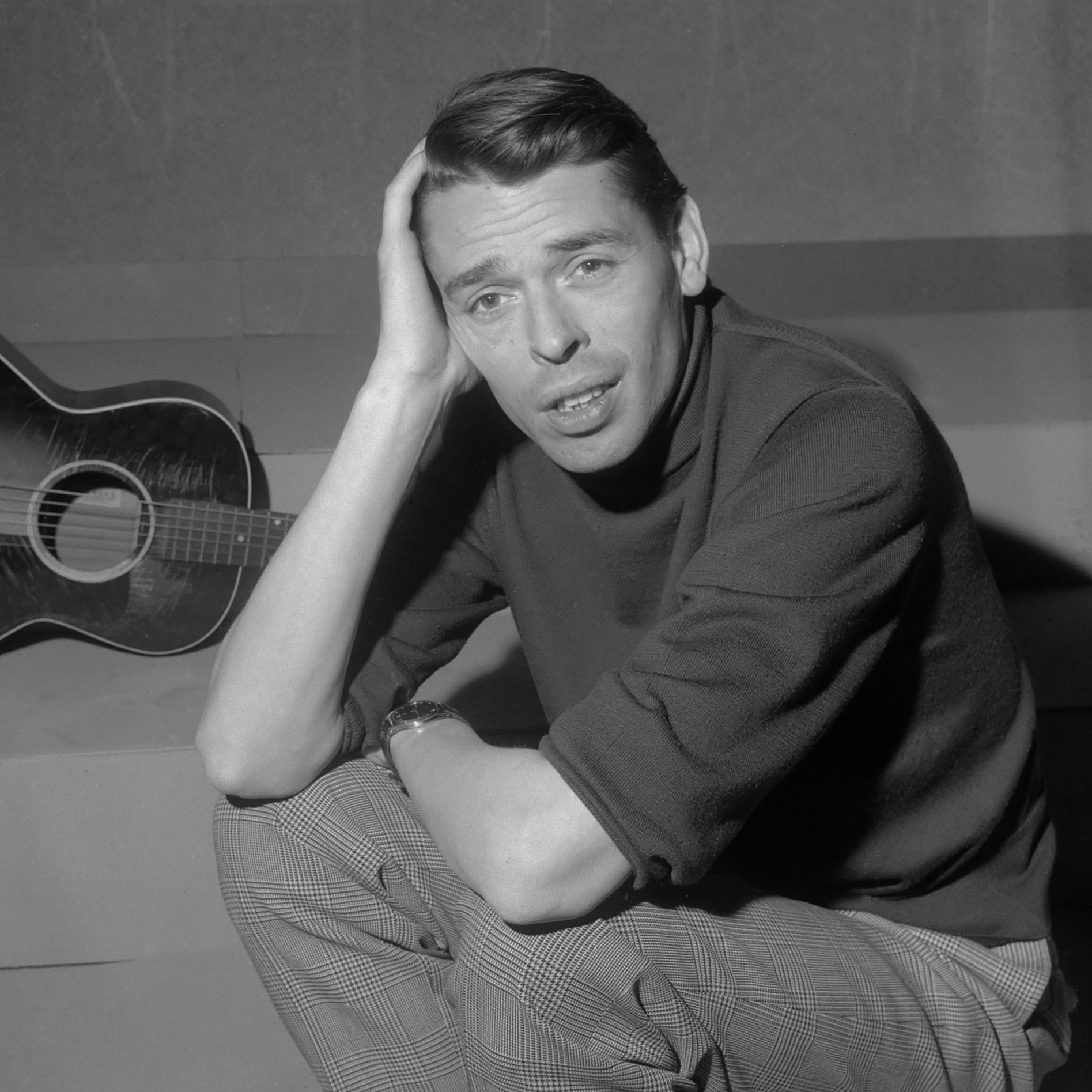
Jacques Brel (* 1929)

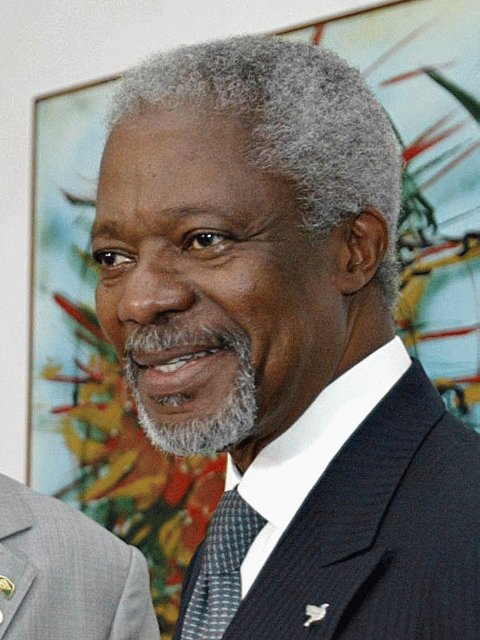
Kofi Annan (* 1938)

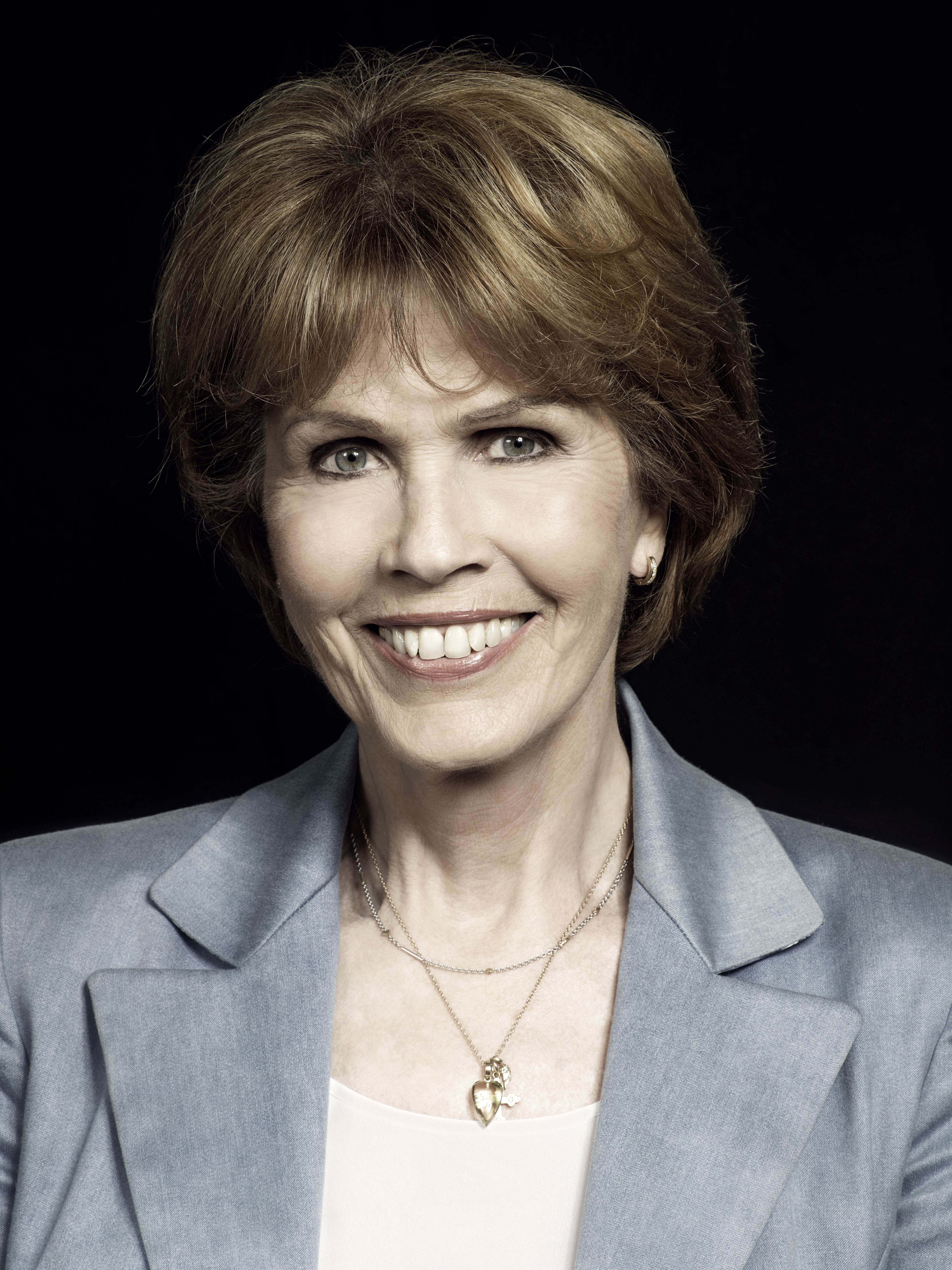
Christa Maar (* 1939)

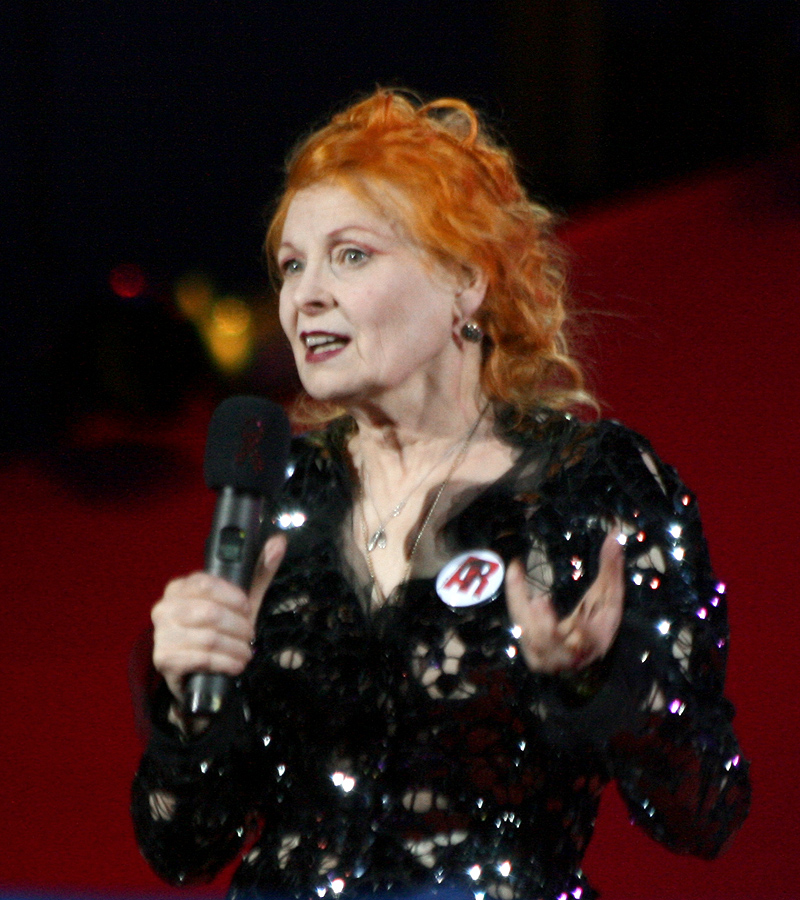
Vivienne Westwood (* 1941)

- 1929: Jacques Brel, belgischer Chansonnier und Schauspieler
- 1929: Ann Colman, kanadische Eiskunstläuferin
- 1929: Hans Korte, deutscher Schauspieler
- 1929: Ludvík Liška, tschechoslowakischer Leichtathlet
- 1929: Bolesław Sulik, polnisch-britischer Journalist, Drehbuchautor und Regisseur
- 1930: Alberto Bozzato, italienischer Ruderer
- 1931: Martha Eibl, ungarisch-österreichische Immunologin
- 1931: René Maillard, französischer Komponist
- 1932: József Antall, ungarischer Politiker
- 1932: Helmut Faßke, sorbischer Sprachwissenschaftler
- 1932: Bernhard Friedmann, deutscher Politiker, Präsident des Europäischen Rechnungshofes
- 1932: Albrecht Greiner-Mai, deutscher Kunstglasbläser, Glasgestalter und Glaskünstler
- 1932: John Kinsella, irischer Komponist
- 1932: Jean-Paul Rappeneau, französischer Filmregisseur
- 1932: Humberto Rosa, argentinisch-italienischer Fußballspieler und -trainer
- 1933: Fred Ebb, US-amerikanischer Liedtexter
- 1933: Jaroslav Smolka, tschechischer Komponist und Musikwissenschaftler
- 1934: Kishō Kurokawa, japanischer Architekt
- 1935: Oscar Zeta Acosta, US-amerikanischer Rechtsanwalt, Schriftsteller, Politiker und Aktivist
- 1935: Tore Austad, norwegischer Politiker
- 1935: Lars Clausen, deutscher Soziologe
- 1935: Avi Primor, israelischer Diplomat und Publizist
- 1936: Reinhold Aman, deutscher Chemieingenieur und Hochschullehrer
- 1936: Klaus Löwitsch, deutscher Schauspieler
- 1937: Seymour Hersh, US-amerikanischer Enthüllungsjournalist
- 1938: Kofi Annan, ghanaischer Diplomat, 7. Generalsekretär der Vereinten Nationen, Friedensnobelpreisträger
- 1938: Thomas Langhoff, deutscher Theaterregisseur
- 1938: Günter Schubert, deutscher Schauspieler
- 1939: Christa Maar, deutsche Kunsthistorikerin, Drehbuchautorin und Regisseurin
- 1939: Edwin Frederick O’Brien, katholischer Erzbischof von Baltimore und Primas der Vereinigten Staaten von Amerika
- 1940: John Havlicek, US-amerikanischer Basketballspieler
- 1941: Astrīda Kairiša, sowjetische bzw. lettische Schauspielerin
- 1941: Monika Krause-Fuchs, deutsche Politikerin und Sexualwissenschaftlerin in Kuba
- 1941: Vivienne Westwood, britische Modedesignerin
- 1942: Roger Chapman, britischer Sänger
- 1942: Leon Huff, US-amerikanischer Soul-Pianist
- 1942: Manfred Kallenbach, deutscher Fußballspieler
- 1942: Douglas Trumbull, US-amerikanischer Spezialist für Spezialeffekte
- 1942: Wolf Werner, deutscher Fußballtrainer
- 1943: Tony Banks, britischer Politiker
- 1943: Carol Lavell, US-amerikanische Dressurreiterin
- 1943: Eberhard Vogel, deutscher Fußballspieler

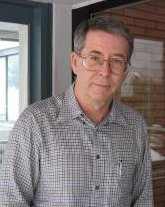
Michael Aschbacher (* 1944)

- 1944: Michael Aschbacher, US-amerikanischer Mathematiker
- 1944: Keef Hartley, britischer Rockmusiker
- 1944: Christoph Hein, deutscher Schriftsteller, Übersetzer und Essayist
- 1944: Odd Nerdrum, norwegischer Maler
- 1944: Jiří Datel Novotný, tschechischer Schauspieler und Dokumentarfilmer
- 1944: Hans Pretterebner, österreichischer Journalist
- 1945: Michael Hanemann, deutscher Schauspieler
- 1945: Jürgen Kunze, deutscher Politiker und Volkswirtschaftler
- 1946: Catfish Hunter, US-amerikanischer Baseballspieler
- 1946: Johannes Pflug, deutscher Politiker
- 1947: Thommy Abrahamsson, schwedischer Eishockeyspieler
- 1947: Tom DeLay, US-amerikanischer Politiker
- 1947: Michael Holzach, deutscher Journalist und Buchautor
- 1947: Steve Howe, britischer Gitarrist

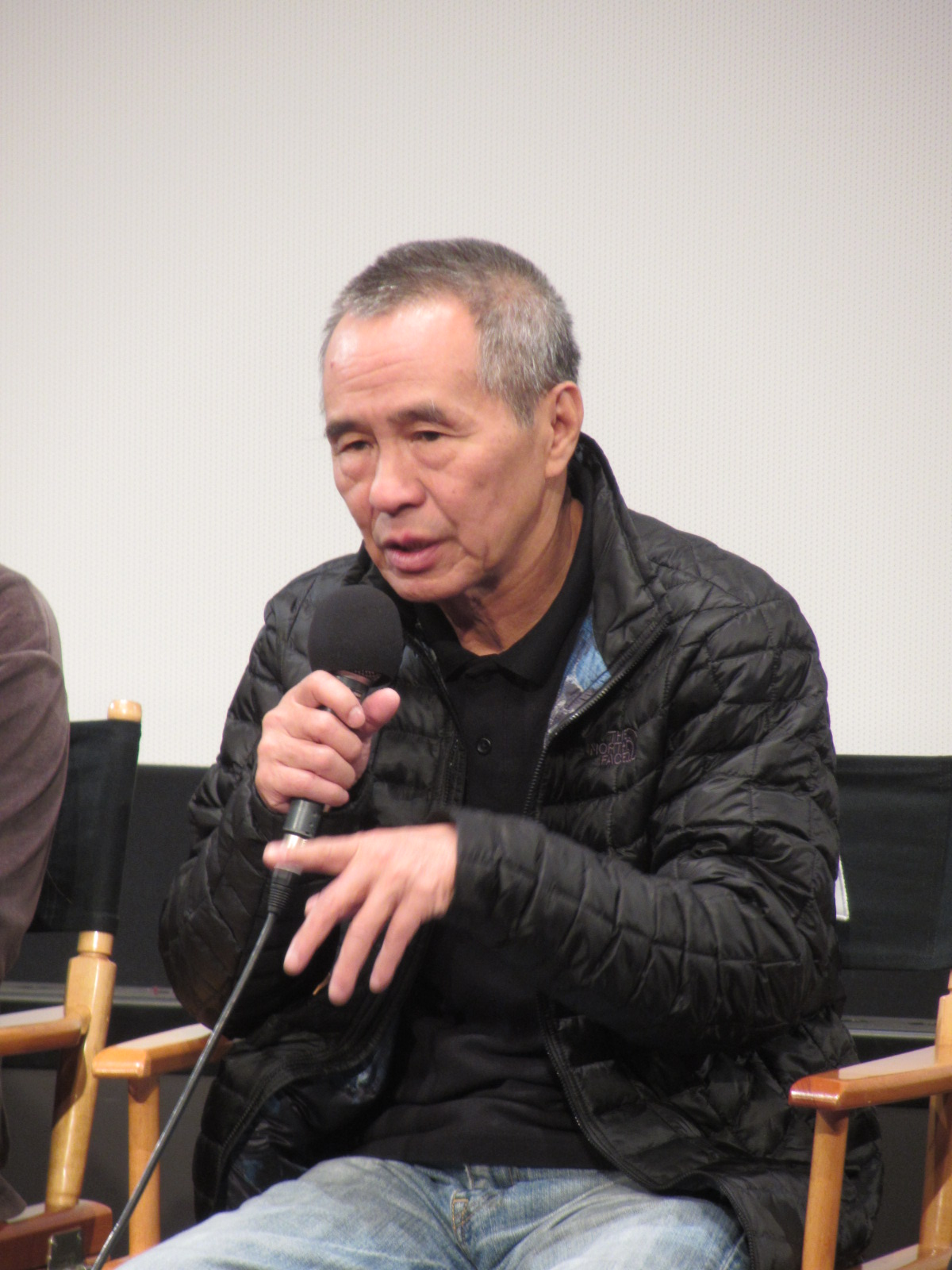
Hou Hsiao-Hsien (* 1947)

- 1947: Hou Hsiao-Hsien, taiwanischer Regisseur
- 1947: Pascal Lamy, französischer Politiker
- 1947: Ulrich Manthe, deutscher Jurist
- 1947: Larry Norman, US-amerikanischer Sänger und Komponist
- 1948: Danuta Hübner, polnische Ökonomin und EU-Kommissarin
- 1948: Dagmar Schmidt, deutsche Politikerin
- 1949: Philip Aaberg, US-amerikanischer Pianist und Komponist
- 1949: Hagen Klein, deutscher Motorradrennfahrer
- 1949: Alice Mabota, mosambikanische Menschenrechtsaktivistin und Vorsitzende der mosambikanischen Menschenrechtsliga
- 1949: John Madden, britischer Filmregisseur
- 1949: Erdal Merdan, deutsch-türkischer Autor, Regisseur und Schauspieler
- 1950: Martin Grzimek, deutscher Schriftsteller
- 1950: Grzegorz Lato, polnischer Fußballspieler
- 1950: Margrit Wetzel, deutsche Politikerin, MdB

#### 1951–1975
- 1951: Gerd Andres, deutscher Politiker
- 1951: Sara Botsford, kanadische Schauspielerin
- 1951: Ruth Tesmar, deutsche Künstlerin und Hochschullehrerin
- 1952: Arcadi Gaydamak, israelischer Milliardär
- 1953: Waldemar Fydrych, polnischer gesellschaftlicher Aktivist und Happeningkünstler
- 1953: Heinrich Meier, deutscher Philosoph

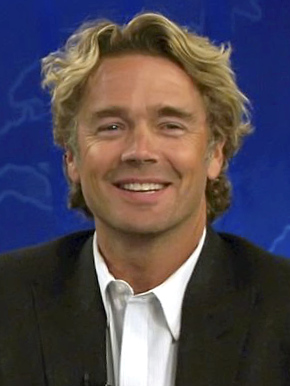
John Schneider (* 1954)

- 1954: John Schneider, US-amerikanischer Musiker
- 1955: Yadegar Asisi, österreichischer Künstler, Architekt und Hochschullehrer
- 1955: Kane Hodder, US-amerikanischer Stuntman und Schauspieler
- 1955: Mike Nelms, US-amerikanischer American-Football-Spieler
- 1956: Peter Aalbæk Jensen, dänischer Filmproduzent
- 1956ː Christine Boisson, französische Schauspielerin
- 1956: Justin Sullivan, britischer Musiker
- 1957: Jimmy Ashworth, britischer Marathonläufer
- 1957: Alberto Vera Aréjula, spanischer Weihbischof

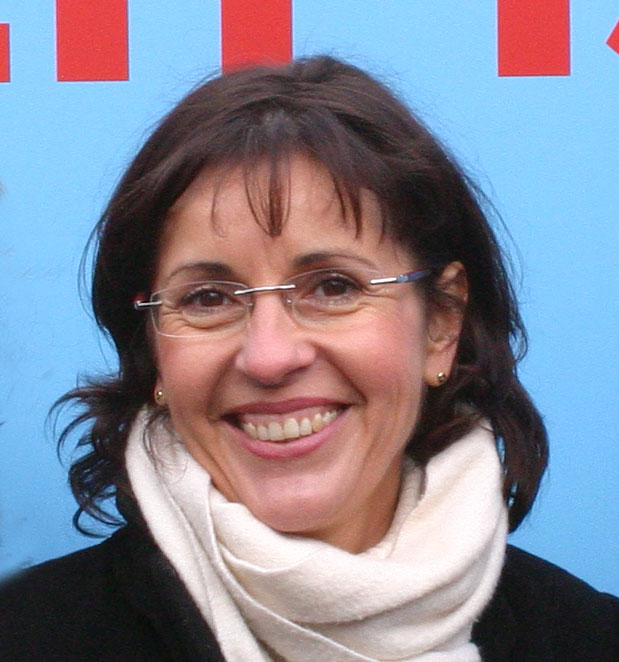
Andrea Ypsilanti (* 1957)

- 1957: Andrea Ypsilanti, deutsche Politikerin
- 1957: Marlies Heimann, deutsche Juristin, Richterin und Gerichtspräsidentin
- 1958: Marita Marschall, deutsche Schauspielerin
- 1958: Marian Skubacz, polnischer Ringer
- 1959: Andreas Schäfer, deutscher Filmkomponist
- 1960: Olaf Asbach, deutscher Politikwissenschaftler
- 1960: Birgit Friedmann, deutsche Leichtathletin
- 1960: Hans Hohs, deutscher Fußballspieler

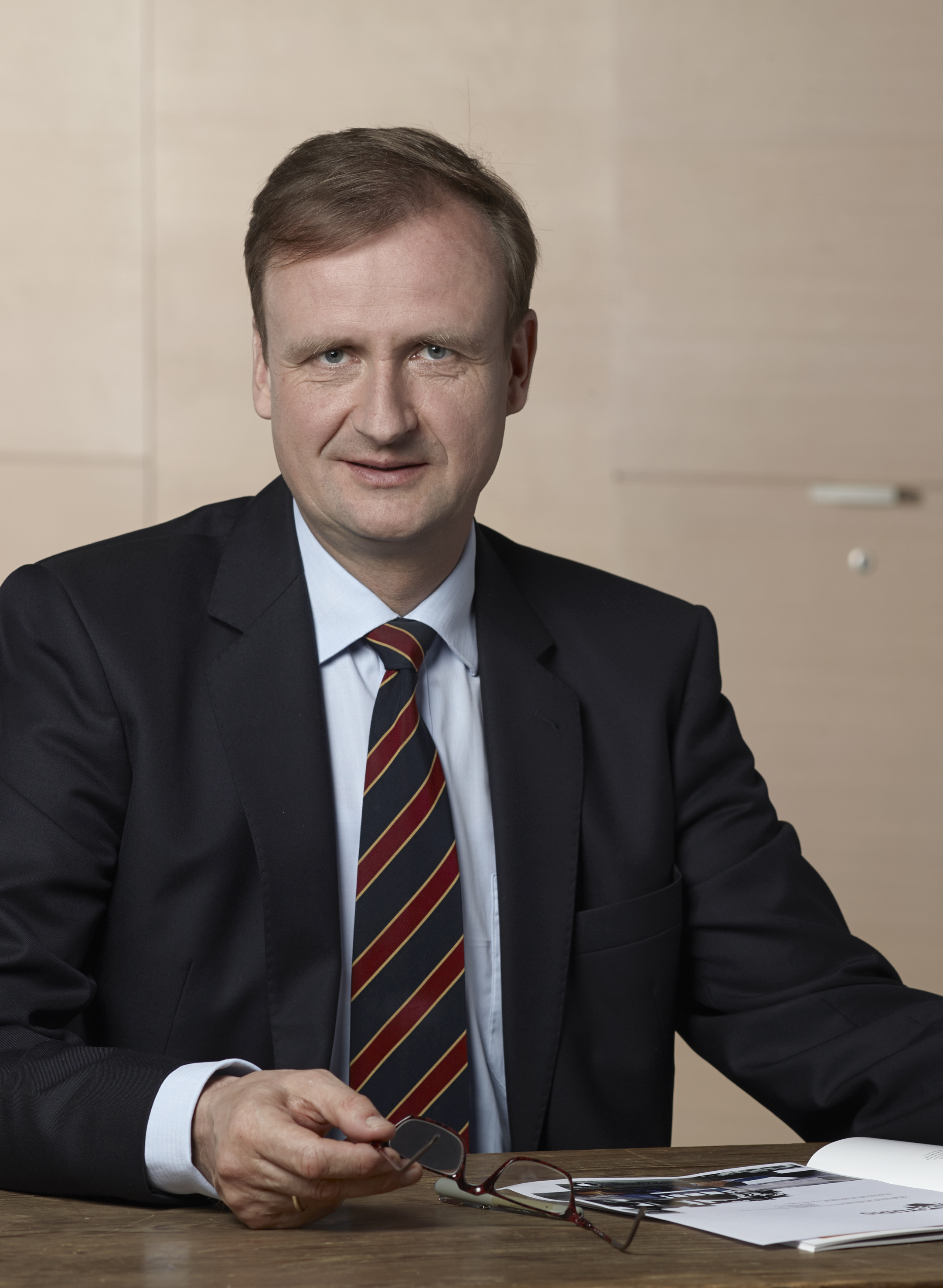
Hans-Georg von der Marwitz (* 1961)

- 1961: Hans-Georg von der Marwitz, deutscher Politiker, Mitglied des Bundestages
- 1961: Hermann-Josef Scharf, deutscher Politiker
- 1961: Ulf Montanus, deutscher Schauspieler, Moderator und Politiker
- 1962: Alberto Angela, italienischer Paläontologe, Wissenschaftsjournalist und Sachbuchautor
- 1962: Horst Arnold, deutscher Politiker
- 1962: Izzy Stradlin, US-amerikanischer Musiker
- 1963: Andrea Breit, deutsche Juristin, Richterin und Gerichtspräsidentin
- 1963: Julian Lennon, britischer Musiker
- 1963: Māris Riekstiņš, lettischer Diplomat und Politiker
- 1964: Dominic Heinzl, österreichischer Journalist und Moderator
- 1964: Petra E. Jörns, deutsche Schriftstellerin
- 1964: Biz Markie, US-amerikanischer Hip-Hop-Musiker
- 1964: John McGinlay, schottischer Fußballspieler
- 1964: Dordi Nordby, norwegische Curlerin
- 1964: Martin Spieler, Schweizer Wirtschaftsjournalist und Fernsehmoderator
- 1964: Janne Teller, dänische Schriftstellerin
- 1964: Maren Thurm, deutsche Schauspielerin
- 1965: Heiko Brestrich, deutscher Fußballspieler und -trainer
- 1965: Michael Jones, neuseeländischer Rugbyspieler
- 1966: Hakon Hirzenberger, österreichischer Autor, Regisseur und Schauspieler

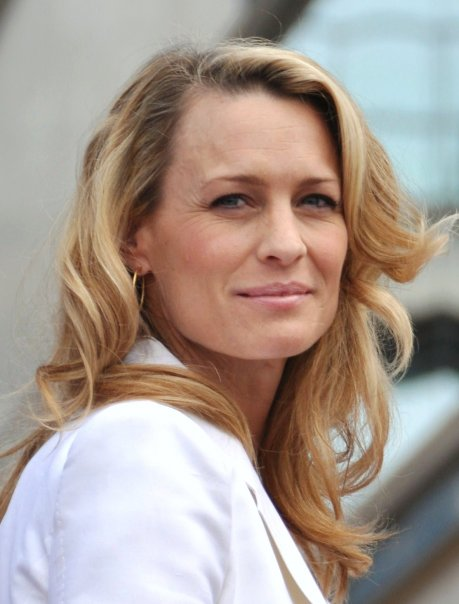
Robin Wright (* 1966)

- 1966: Robin Wright, US-amerikanische Filmschauspielerin
- 1967: Damir Mužek, kroatischer Fußballspieler
- 1968: Wolfgang Aigner, österreichischer Lehrer und Politiker
- 1968: Patricia Arquette, US-amerikanische Schauspielerin
- 1968: Patricia Girard, französische Leichtathletin
- 1968: Andreas Hutzel, deutscher Schauspieler
- 1969: Kelvin Atkinson, US-amerikanischer Politiker
- 1969: Yared Dibaba, deutscher Schauspieler, Moderator, Entertainer, Autor und Sänger
- 1969: Arabella Kiesbauer, deutsche Fernsehmoderatorin
- 1969: Lyane Leigh, deutsche Popsängerin
- 1969: Dulce Pontes, portugiesische Sängerin
- 1970: Mario Kaiser, deutscher Journalist
- 1971: Chino XL, US-amerikanischer Rapper
- 1971: Thomas Neger, deutscher Fastnachtssänger
- 1971: Gerhard Plankensteiner, italienischer Rennrodler
- 1971: Ulf Thiele, deutscher Politiker
- 1972: Paul Gray, US-amerikanischer Musiker
- 1972: Tim Thoelke, deutscher Musiker, DJ, Autor und Moderator
- 1974: Christopher Scott „Chris“ Kyle, US-amerikanischer Scharfschütze
- 1975: Francesco Flachi, italienischer Fußballspieler
- 1975: Anouk, niederländische Sängerin

#### 1976–2000

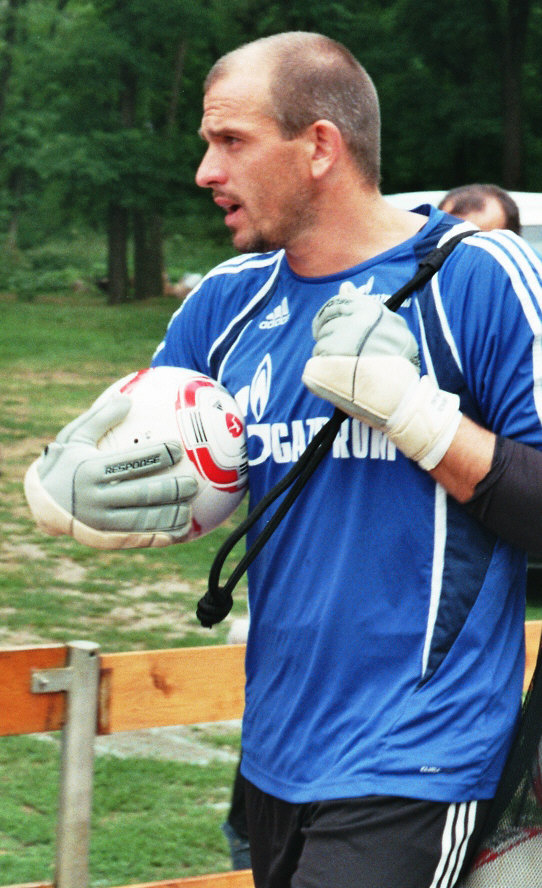
Mathias Schober (* 1976)

- 1976: Mathias Schober, deutscher Fußballspieler
- 1977: Alex Beer, österreichische Schriftstellerin
- 1977: Tomo Šokota, kroatischer Fußballspieler
- 1978: Giuseppe Atzeni, schweizerischer Radrennfahrer
- 1978: Nico Frommer, deutscher Fußballspieler
- 1978: Sebastian Jacoby, deutscher Quizspieler und Curler
- 1978: Evans Rutto, kenianischer Leichtathlet
- 1978: Anja Schneiderheinze, deutsche Bobpilotin
- 1979: Alexi Laiho, finnischer Musiker
- 1980: Josep Ayala, andorranischer Fußballspieler
- 1980: Simone Oberer, Schweizer Leichtathletin

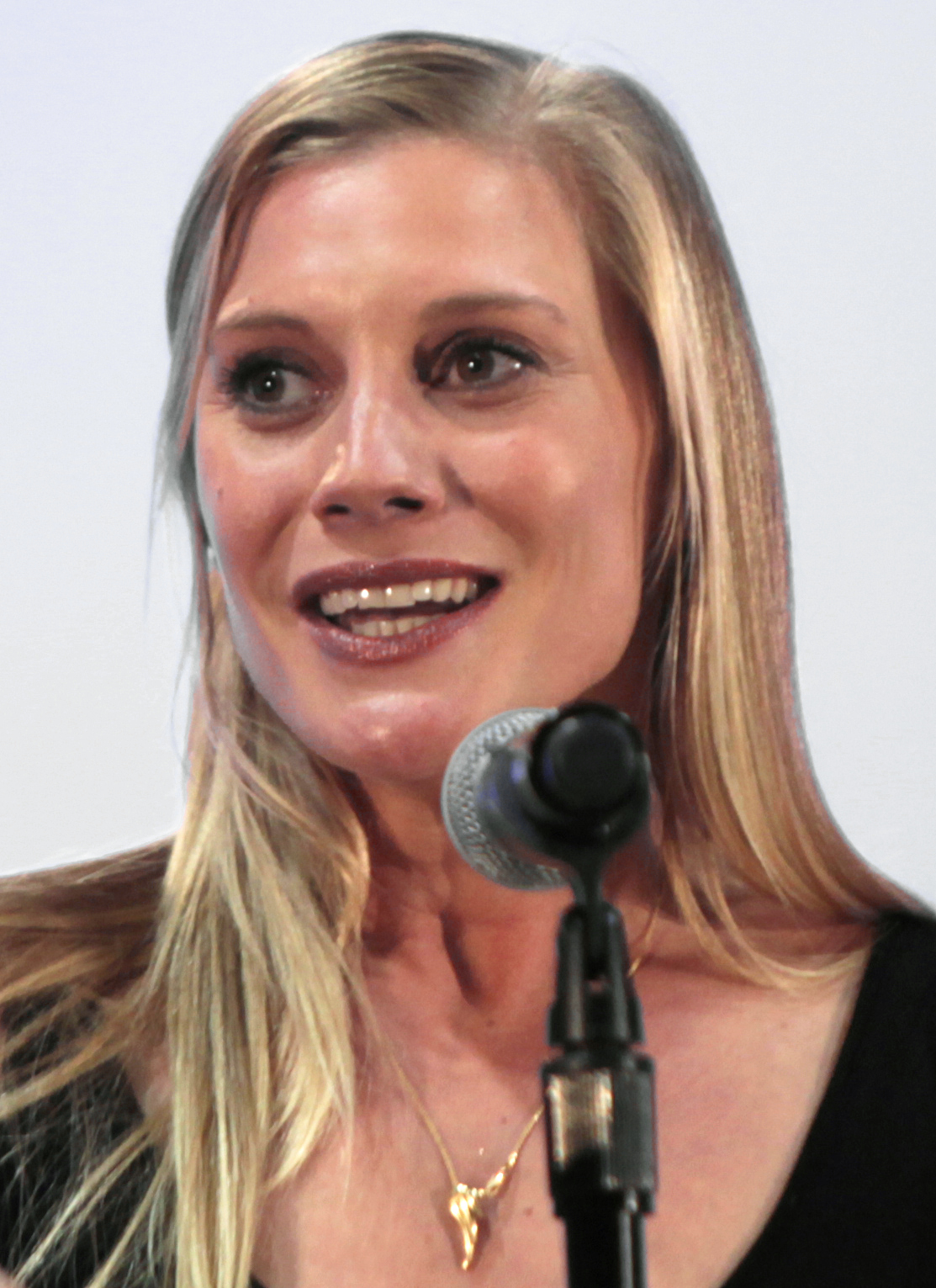
Katee Sackhoff (* 1980)

- 1980: Katee Sackhoff, US-amerikanische Schauspielerin
- 1981: Nikolai Nikolajewitsch Kruglow, russischer Biathlet
- 1982: Cláudia Monteiro de Aguiar, portugiesische Politikerin
- 1982: Luba Shumeyko, ukrainisches Fotomodel, Modeschöpferin und Fotografin
- 1983: Katja Abel, deutsche Turnerin
- 1983: Edson Braafheid, niederländisch-surinamischer Fußballspieler
- 1983: Anastassija Jermakowa, russische Synchronschwimmerin
- 1984: Mikel Aguirrezabalaga, spanischer Handballspieler
- 1984: Austin Ejide, nigerianischer Fußballspieler
- 1984: Taran Noah Smith, US-amerikanischer Schauspieler
- 1984: Claudia Wieland, deutsche Kunstradfahrerin
- 1985: Roberto Eduardo Carboni, argentinischer Fußballspieler
- 1985: Gregor Schmeißer, deutscher Handballspieler
- 1985: Nina Schmieder, deutsche Schauspielerin
- 1985: Max Woelky, deutscher Schauspieler
- 1986: Igor Wladimirowitsch Akinfejew, russischer Torhüter
- 1986: Bridget Kelly, US-amerikanische Pop-Sängerin
- 1986: Dušan Živković, österreichischer Fußballspieler
- 1987: Nils Babin, deutscher Handballtorwart
- 1987: Peter Hickman, britischer Motorradrennfahrer
- 1987: Janine Pink, deutsche Schauspielerin
- 1987: Dylan Saunders, US-amerikanischer Schauspieler und Sänger
- 1987: Dario Vidosic, australischer Fußballspieler
- 1988: Djideo Abdoulaye, tschadischer Fußballspieler

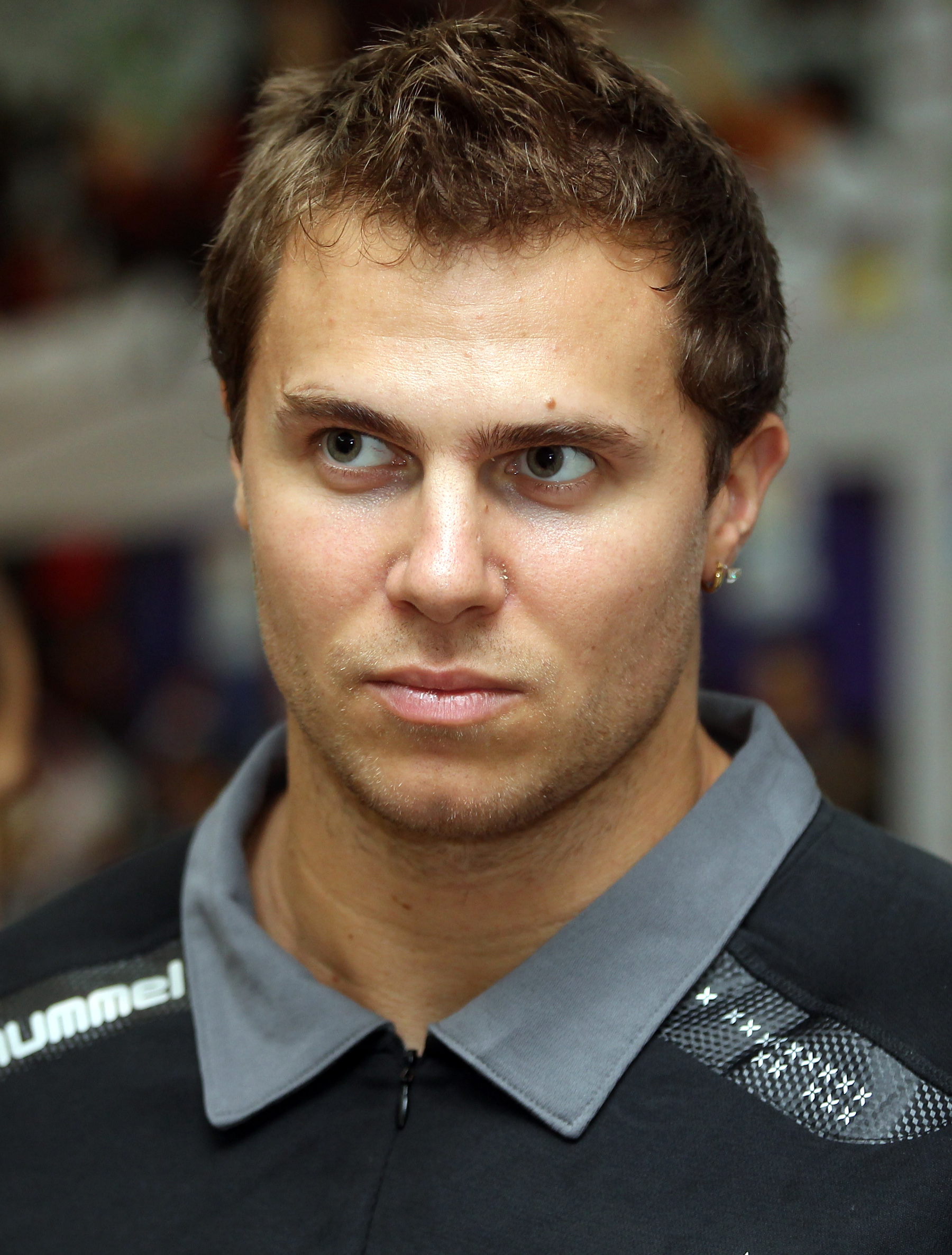
William Accambray (* 1988)

- 1988: William Accambray, französischer Handballspieler
- 1988: Jenni Asserholt, schwedische Eishockeyspielerin
- 1990: Émilie Aubry, schweizerische Snowboarderin
- 1990: Karim Bellarabi, deutsch-marokkanischer Fußballspieler
- 1990: Kim Jonghyun, südkoreanischer Musiker
- 1990: Rabea Neßlage, deutsche Handballspielerin
- 1991: Sinah Amann, deutsche Fußballspielerin
- 1991: Liam Boyce, nordirischer Fußballspieler
- 1991: Alper Potuk, türkischer Fußballspieler
- 1991: Coralie Frasse Sombet, französische Skirennläuferin
- 1992: Keith Smith, US-amerikanischer American-Football-Spieler
- 1995: Harald Johnas Riiber, norwegischer Nordischer Kombinierer
- 1996: Ann-Marie Hepler, marshallische Schwimmerin
- 1997: Jonathan Klinsmann, deutsch-US-amerikanischer Fußballspieler
- 1998: Makana Baku, deutsch-kongolesischer Fußballspieler
- 1998: Ridle Baku, deutsch-kongolesischer Fußballspieler
- 1999: Catherine Bellis, US-amerikanische Tennisspielerin
- 1999: Alex Stoldt, deutscher Stand-Up-Comedian

### 21. Jahrhundert

#### 2001–2025
- 2003: Lena Repinc, slowenische Biathletin

## Gestorben

### Vor dem 16. Jahrhundert
- 0217: Caracalla, römischer Kaiser

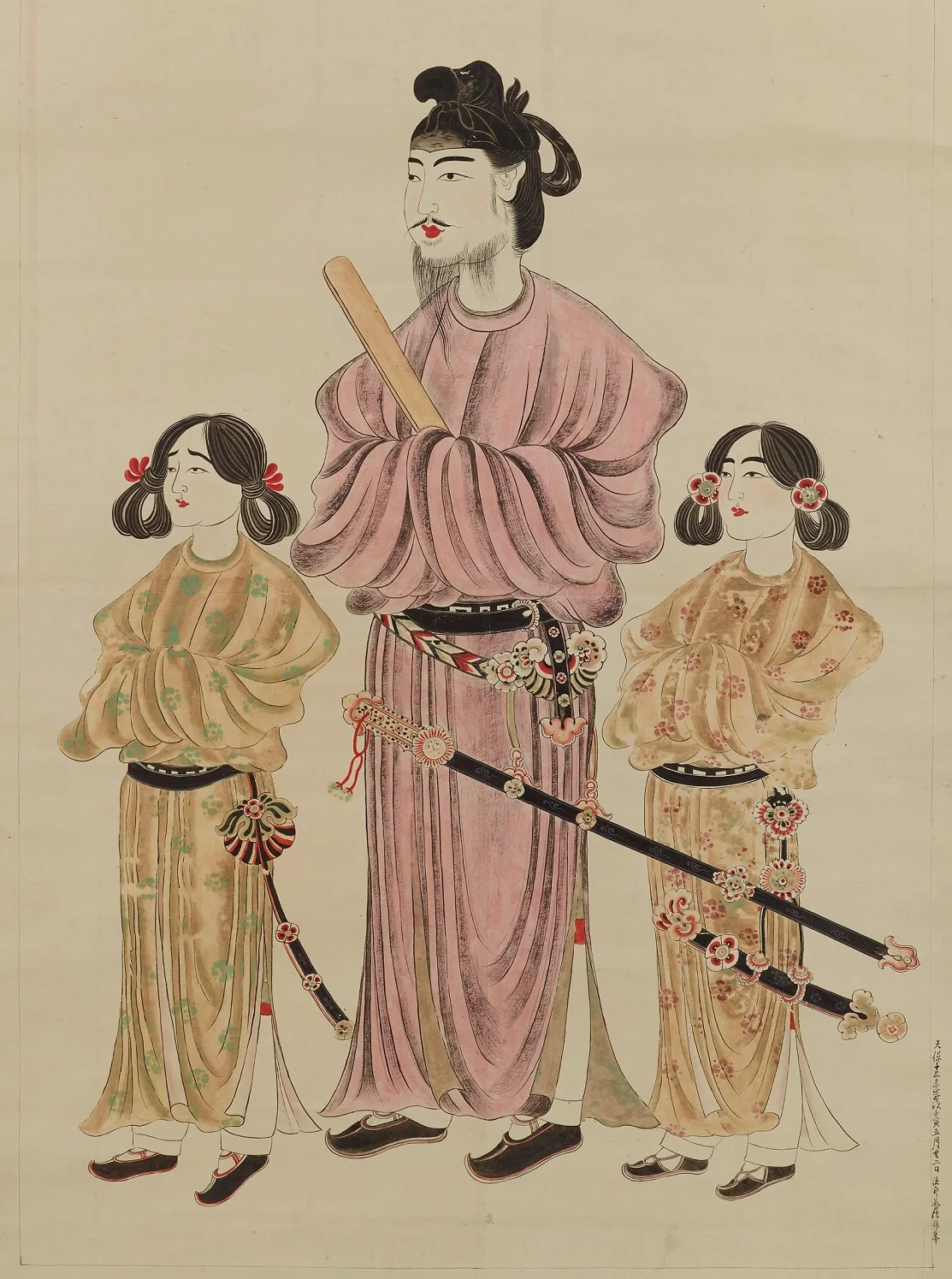
Shōtoku († 622)

- 0622: Shōtoku, japanischer Kulturheld
- 0632: Charibert II.: merowingischer Frankenkönig von Aquitanien
- 0730: Hugo von Rouen, Karolinger, Bischof von Paris, Rouen und Bayeux
- 1060: Baldwin, Erzbischof von Salzburg
- 1070: Philaretos der Jüngere, Heiliger
- 1099: Walter von Pontoise, Benediktinermönch und Heiliger
- 1143: Johannes II. Komnenos, byzantinischer Kaiser
- 1146: Diepold III. von Vohburg, Markgraf auf dem Nordgau und von Nabburg, Vohburg und Cham
- 1162: Odo von Deuil, Abt von Saint Denis
- 1196: Knut I., König von Schweden
- 1200: Adalbert III. von Böhmen, Erzbischof von Salzburg
- 1264: Simon I., Graf der vorderen Grafschaft Sponheim
- 1310: Johann I. von Bilstein, deutscher Adeliger
- 1323: John Monmouth, Bischof von Llandaff
- 1335: Werntho Schenk von Reicheneck, Fürstbischof von Bamberg
- 1364: Johann II., französischer König
- 1395: Heinrich IV., Graf von Ortenburg
- 1417: Ulrich I., deutscher Herzog zu Mecklenburg-Stargard
- 1442: Johann Crispin, Lübecker Ratsherr
- 1444: Regnault de Chartres, französischer Geistlicher, Erzbischof von Reims, Bischof von Agde und Orleans, Kardinal
- 1450: Sejong, vierter König der koreanischen Joseon-Dynastie
- 1461: Georg von Peuerbach, österreichischer Astronom
- 1492: Lorenzo il Magnifico, Stadtherr von Florenz
- 1499: Otto II. von Neumarkt-Mosbach, Pfalzgraf und Astronom

### 16. bis 18. Jahrhundert
- 1501: Hermann von Wickede II, Lübecker Bürgermeister
- 1504: Heinrich von Calven, Ratsherr von Lübeck
- 1512: Margarete von Braunschweig-Lüneburg, Herzogin von Mecklenburg-Stargard
- 1513: Anna, Gräfin von Katzenelnbogen
- 1516: Hieronymus von Stauff, Reichsfreiherr zu Ehrenfels und herzoglich bairischer Hofmeister
- 1521: Wilhelm II. von Pernstein, Oberstlandkämmerer von Mähren
- 1551: Oda Nobuhide, japanischer Daimyō
- 1586: Martin Chemnitz, deutscher Theologe
- 1587: John Foxe, englischer Schriftsteller
- 1592: Dorothea Susanne von der Pfalz, Herzogin von Sachsen-Weimar
- 1598: Ludwig Helmbold, deutscher Kirchenliederdichter
- 1603: Valentinus Otho, deutscher Mathematiker
- 1606: Karl II., erster Graf von Hohenzollern-Sigmaringen
- 1636: Martin Trost, deutscher Orientalist
- 1657: Philipp von Mansfeld, Feldmarschall im Dreißigjährigen Krieg
- 1666: Hans Georg von Schleinitz, deutscher Verwaltungsbeamter und Gelegenheitsdichter
- 1676: Claudia Felizitas von Österreich-Tirol, römisch-deutsche Kaiserin
- 1684: Payo Enríquez de Rivera, spanischer Geistlicher, Bischof von Guatemala, Erzbischof von Mexiko, Vizekönig von Neuspanien
- 1685: Sassoferrato, italienischer Maler
- 1697: Nicolaus Bruhns, deutscher Komponist und Orgelvirtuose
- 1701: Antonio Petrini, fränkischer Baumeister italienischer Abstammung
- 1703: Domenico Piola, italienischer Maler und Freskant
- 1704: Hiob Ludolf, deutscher Begründer der Äthiopistik
- 1706: Galenus Abraham de Haen, niederländischer Arzt und Prediger
- 1725: John Wise, nordamerikanischer Schriftsteller und Pfarrer
- 1734: Henriette Charlotte von Nassau-Idstein, Herzogin von Sachsen-Merseburg
- 1735: Franz II. Rákóczi, ungarischer Adliger, Anführer eines Aufstandes gegen die Habsburger, Nationalheld
- 1754: José de Carvajal y Lancaster, spanischer Staatsmann, Ministerpräsident
- 1771: Johann Kaspar Barthel, deutscher Kirchenrechtler und Hochschullehrer
- 1784: Johann Heinrich König, deutscher Holzbildhauer
- 1787: Johann Friedrich Syer, deutscher Orgelbauer

### 19. Jahrhundert
- 1806: Robert Barker, irischer Maler
- 1810: Joseph Anton Felix von Balthasar, Schweizer Staatsmann und Historiker
- 1815: Jakub Jan Ryba, tschechischer Komponist, Lehrer und Kantor
- 1824: Johann Nepomuk von Chotek, böhmischer Kunstmäzen
- 1826: Maria Kunigunde von Sachsen, Stiftsdame und letzte Fürstäbtissin zu Essen
- 1829: Karl Daniel Friedrich Bach, deutscher Maler, Zeichner und Kunstpädagoge
- 1833: Georg Christian Benedikt Ackermann, deutscher Theologe, Pädagoge, Pfarrer und Hofprediger

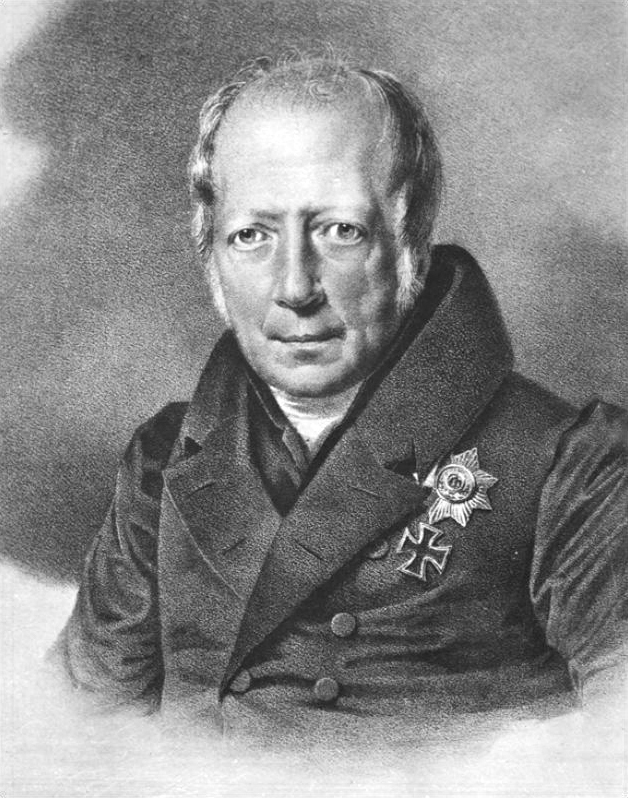
Wilhelm von Humboldt († 1835)

- 1835: Wilhelm von Humboldt, deutscher Gelehrter, Schriftsteller und Staatsmann, preußischer Diplomat und Minister
- 1836: Johann Georg Heinrich von Ammon, preußischer Beamter
- 1837: Gustav Ludwig Ferdinand Raabe, sächsischer General der Artillerie
- 1848: Gaetano Donizetti, italienischer Komponist
- 1848: Louis Adam, französischer Komponist und Klaviervirtuose
- 1852: Adolph Scharenberg, deutscher Porträt- und Porzellanmaler
- 1856ː Luise zu Stolberg-Wernigerode, Äbtissin der Klosters Drübeck
- 1857: Heinrich Eduard Bethmann, deutscher Schauspieler
- 1857: Julius August von Bernuth, deutscher Beamter, Regierungsrat, preußischer Staatsrat
- 1858: Anton Diabelli, österreichischer Komponist und Musikverleger
- 1863: Joseph Netherclift, englischer Komponist und Lithograf
- 1867: Emil Adolf Roßmäßler, deutscher Naturforscher und Volksschriftsteller
- 1868: Johann Theodor Vömel, deutscher Altphilologe, lutherischer Theologe und Gymnasialdirektor
- 1870: Charles-Auguste de Bériot, belgischer Violinist und Komponist
- 1878: Jetty Treffz, österreichische Opernsängerin (Sopran)
- 1878: Peter Wilhelm Friedrich von Voigtländer, deutsch-österreichischer Unternehmer, Optiker und Fotopionier
- 1879: Karl Horn, deutscher Theologe, Mitgründer der Jenaer Urburschenschaft
- 1879: Anthony Panizzi, italienischer Bibliothekar
- 1885ː Susanna Moodie, kanadische Schriftstellerin
- 1889: Jean-Baptiste Arban, französischer Komponist und Kornettist
- 1890: Friedrich Strampfer, österreichischer Schauspieler und Theaterdirektor
- 1894: Carl Eduard Gesell, deutscher Orgelbauer
- 1894: Oskar Höcker, deutscher Schauspieler und Schriftsteller
- 1897: Heinrich von Stephan, deutscher Postbeamter, Generalpostdirektor des Deutschen Reichs, MdL, preußischer Staatsminister, Mitbegründer des Weltpostvereins

### 20. Jahrhundert

#### 1901–1950

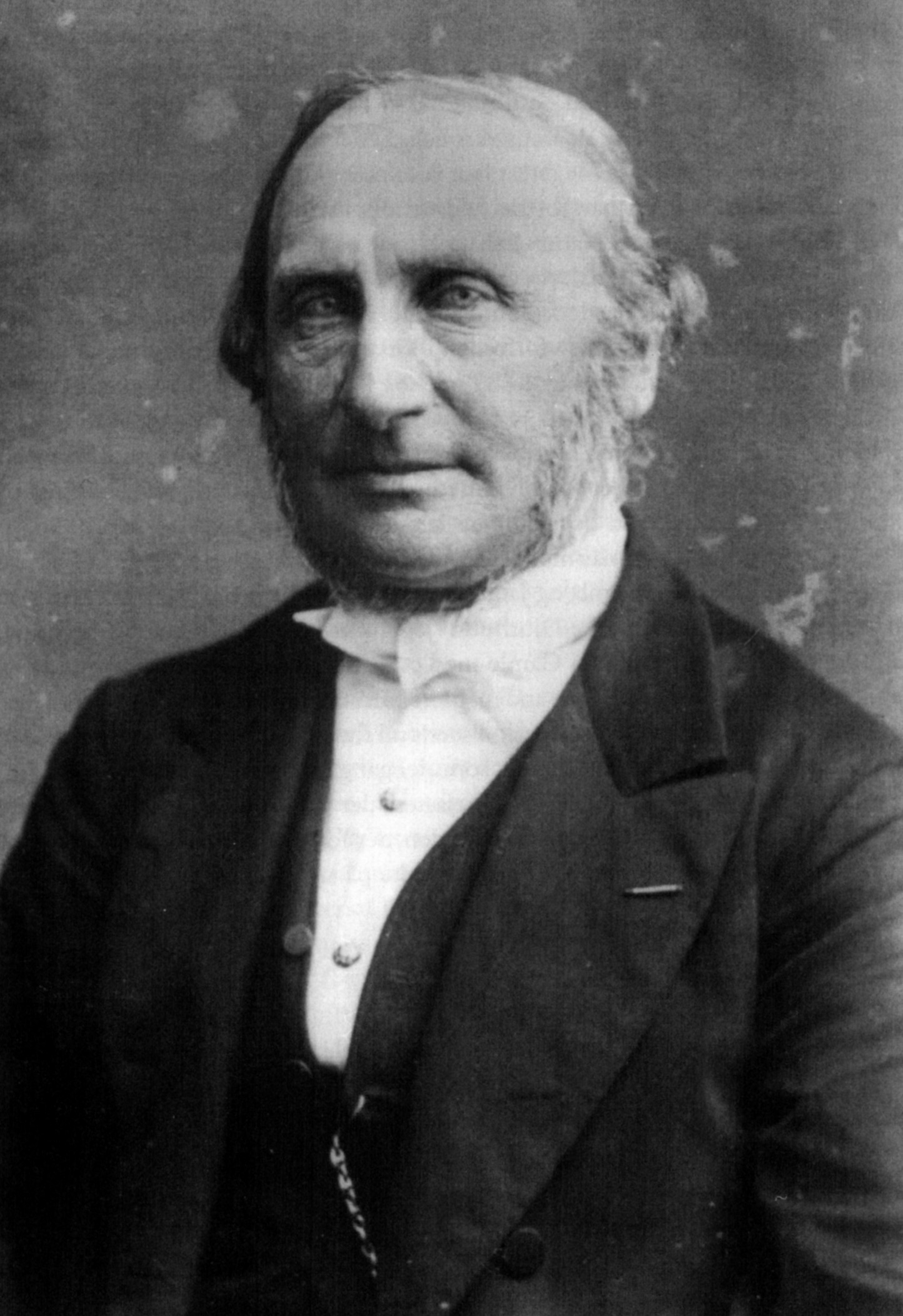
V. U. Hammershaimb († 1909)

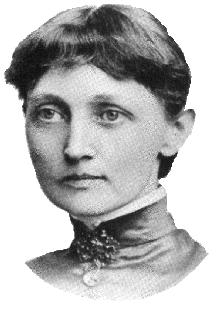
Emma Curtis Hopkins († 1925)

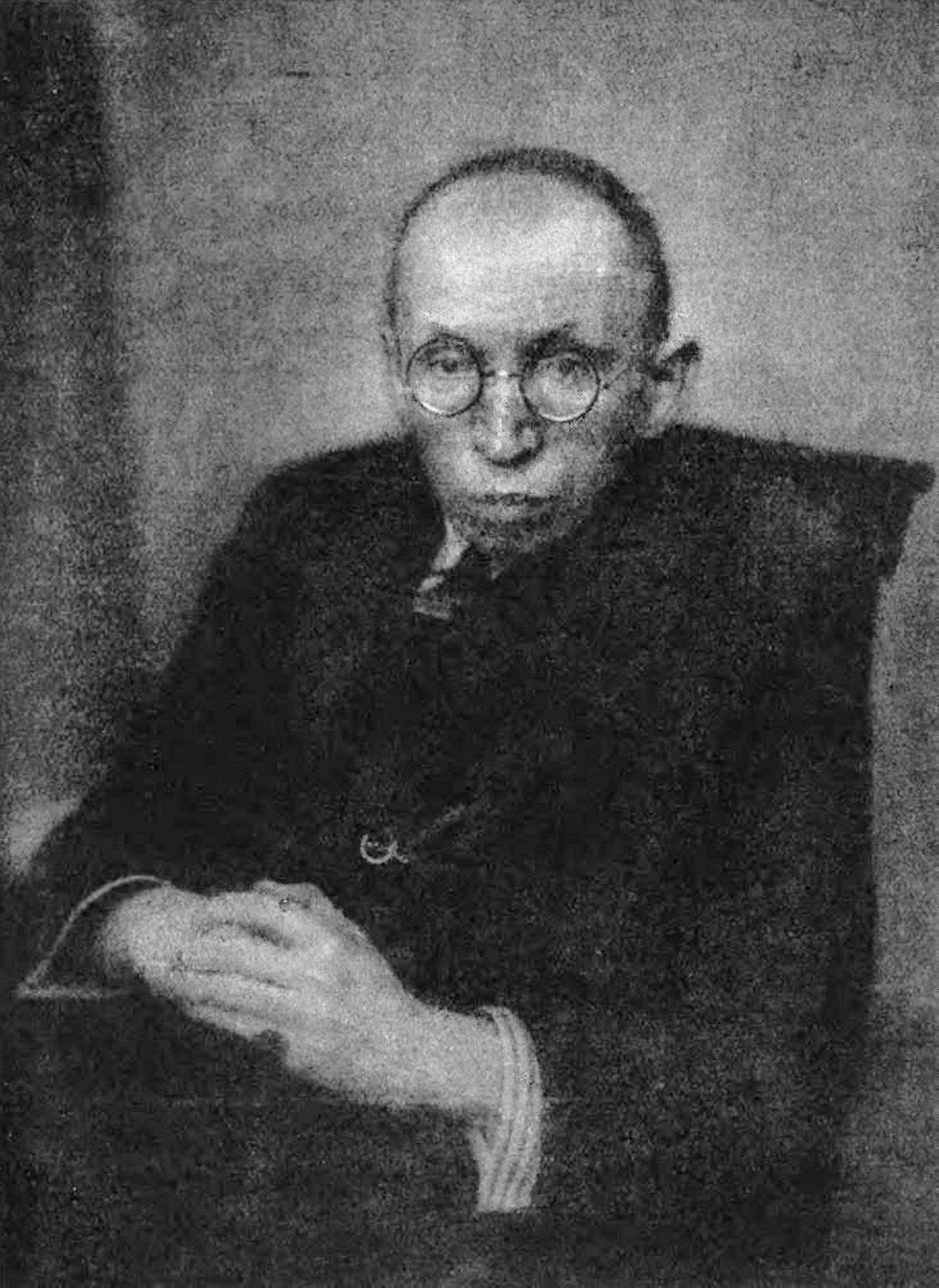
Max Herrmann-Neiße († 1941)

- 1903: Marshall Harvey Stone, US-amerikanischer Mathematiker
- 1905: Cullen Andrews Battle, US-amerikanischer General
- 1907: Robert Weissenbach, Schweizer Jurist und Politiker
- 1909: V. U. Hammershaimb, färöischer Pfarrer und Philologe
- 1912: Mykola Pymonenko, ukrainischer Maler
- 1913: Ernst Walter Ruhmer, deutscher Physiker
- 1914: Jakub Arbes, böhmischer Journalist und Schriftsteller
- 1915: Louis Pergaud, französischer Schriftsteller
- 1916: Bob Burman, US-amerikanischer Automobilrennfahrer
- 1916: Oskar Kopka von Lossow, preußischer Generalleutnant und Militärschriftsteller
- 1918: Ludwig Georg Courvoisier, Schweizer Arzt und „Vater“ des „Courvoisier-Zeichens“
- 1919: Loránd Eötvös, ungarischer Kultus- und Unterrichtsminister
- 1922: Erich von Falkenhayn, deutscher General, preußischer Kriegsminister und Chef des Großen Generalstabs
- 1925ː Emma Curtis Hopkins, US-amerikanische Autorin und Religionsgründerin
- 1927: Otto Richter, deutscher Politiker
- 1931: Erik Axel Karlfeldt, schwedischer Lyriker
- 1934: Frank C. Mars, US-amerikanischer Unternehmer
- 1936: Robert Bárány, österreichischer Mediziner und Neurobiologe, Nobelpreisträger
- 1937: Arthur Foote, US-amerikanischer Komponist
- 1938: Franja Tavčar, slowenische Frauenrechtlerin
- 1939: Egmont Colerus, österreichischer Schriftsteller
- 1940: Andrés Delgado Pardo, venezolanischer Pianist, Komponist und Musikpädagoge
- 1941: Max Herrmann-Neiße, deutscher Schriftsteller
- 1941: Mariusz Zaruski, polnischer General, Segelsportler, Bergsteiger, Schriftsteller, Lyriker und Maler
- 1942: Suzan Rose Benedict, US-amerikanische Mathematikerin
- 1944: Albert Maria Fuchs, deutscher Weihbischof
- 1945: Julius Adler, deutscher Politiker
- 1945: Roland Betsch, deutscher Ingenieur und Schriftsteller
- 1945: Melitta Schenk Gräfin von Stauffenberg, deutsche Fliegerin und Ingenieurin
- 1945: Lizzi Waldmüller, österreichische Filmschauspielerin und Sängerin
- 1945: Josef Weinheber, österreichischer Lyriker
- 1946: A. Victor Donahey, US-amerikanischer Politiker
- 1948: Abd al-Qadir al-Husaini, palästinensischer Nationalist
- 1949: Wilhelm Adam, deutscher Heeresoffizier
- 1949: Carl August Brückner, deutscher Begründer des Reformiert-Apostolischen Gemeindebundes
- 1949: Leo Samberger, deutscher Maler
- 1950: Albert Ehrenstein, österreichischer Lyriker und Erzähler
- 1950: Vaslav Nijinsky, polnisch-russischer Balletttänzer und Choreograph

#### 1951–2000

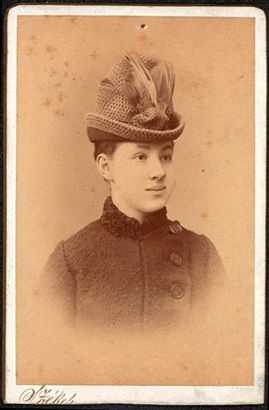
Enrica Handel-Mazzetti († 1955)

- 1951: Adolph Koldofsky, kanadischer Geiger
- 1955: Enrica von Handel-Mazzetti, österreichische Schriftstellerin
- 1957ː Ida Krone, deutsche Dompteurin, Ehefrau von Carl Krone, nach dessen Tod Eigentümerin des Circus Krone
- 1958: Alcibíades Arosemena, Staatspräsident von Panama
- 1959: Jonathan Zenneck, deutscher Physiker, Funkpionier und Erfinder
- 1961ː Emily Barringer, amerikanische Medizinerin
- 1962: Émile Lacharnay, französischer Automobilrennfahrer
- 1962: Lili Marberg, deutsche und österreichische Schauspielerin
- 1966: Duarte Abecasis, portugiesischer Ingenieur
- 1967: Elisabeth Crodel, deutsche Malerin
- 1968: Glenn Andreotta, US-amerikanischer Pilot
- 1968: Ernst Wilhelm Nay, deutscher Maler
- 1970: Charles D. Hall, britisch-amerikanischer Szenenbildner
- 1971: Fritz von Opel, deutscher Industrieller, Raketenpionier und Motorsportler
- 1973: Viktor de Kowa, deutscher Theater- und Filmschauspieler und Regisseur

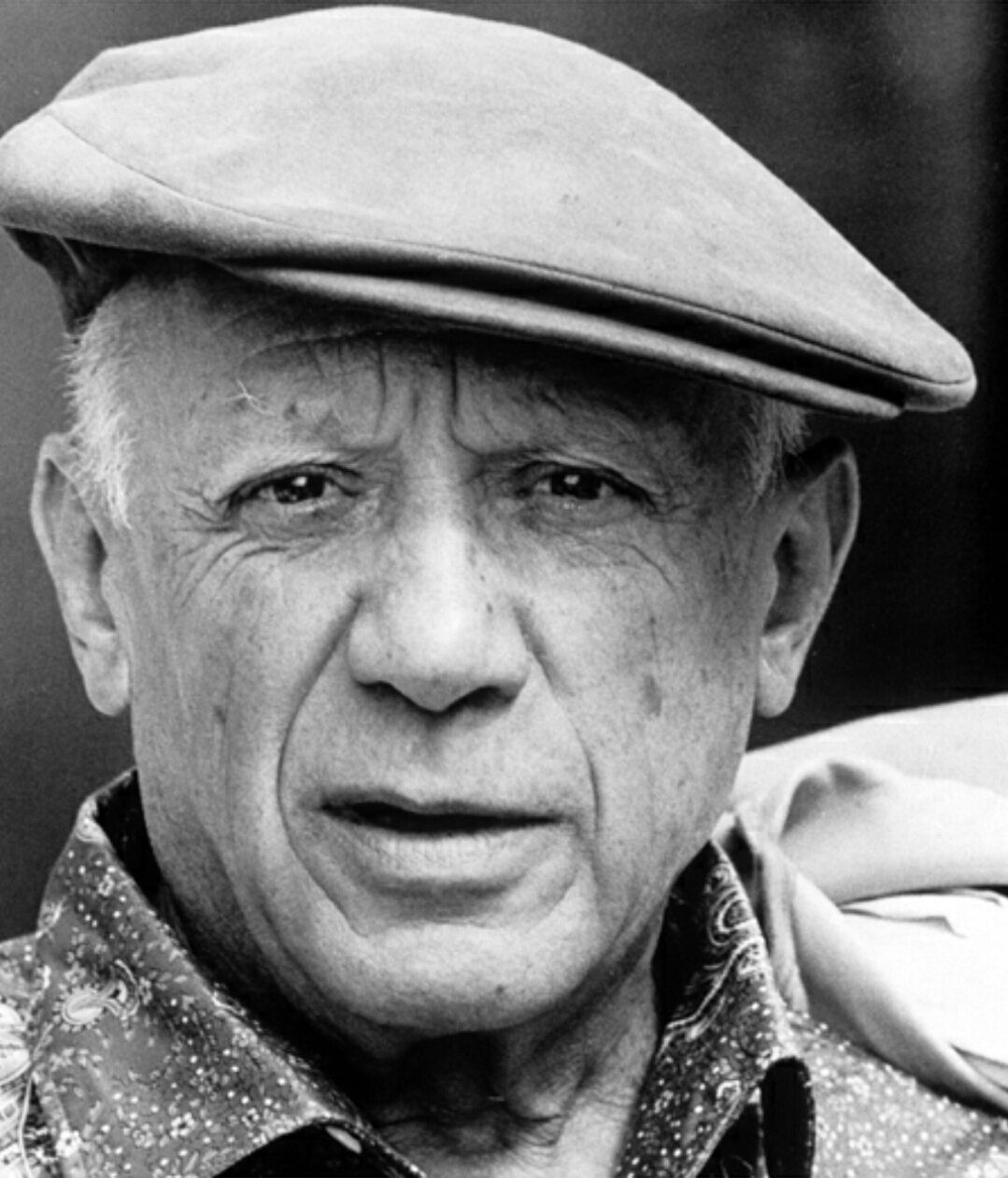
Pablo Picasso († 1973)

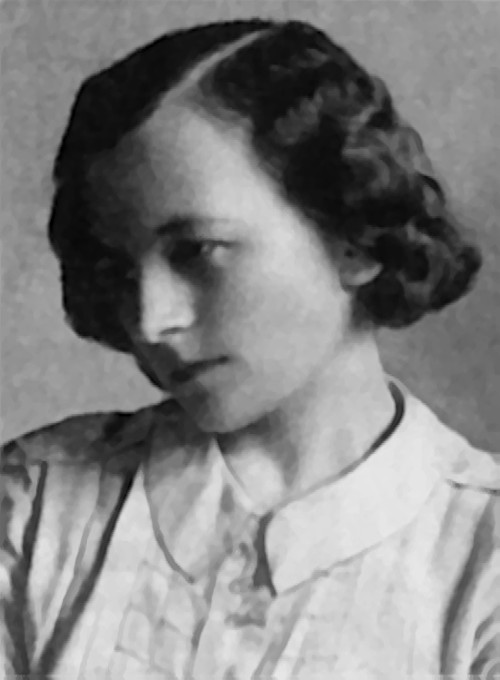
Stefanija Turkewytsch († 1977)

- 1973: Pablo Picasso, spanischer Maler, Grafiker und Bildhauer
- 1974: Charles Drouin, französischer Automobilrennfahrer
- 1974: Ferruccio Novo, italienischer Fußballtrainer und -funktionär
- 1975: Santiago Arrieta, uruguayischer Schauspieler
- 1977: Michael Felke, deutscher Unternehmer
- 1977: Hermann Fränkel, deutsch-US-amerikanischer Altphilologe
- 1977: Hans Pulver, Schweizer Fußballtorhüter
- 1977: Stefanija Turkewytsch war eine ukrainische Komponistin, Pianistin und Musikwissenschaftlerin
- 1978: Peter Igelhoff, österreichischer Musiker und Komponist
- 1980: Lionel Parent, kanadischer Sänger und Komponist
- 1981: Adrian Hoven, österreichischer Schauspieler und Regisseur
- 1981: Omar N. Bradley, US-amerikanischer General
- 1982: Susan Alamo, US-amerikanische Evangelistin und Predigerin der Pfingstbewegung
- 1984: Pjotr Leonidowitsch Kapiza, russischer Physiker
- 1986: Yukiko Okada, japanische Sängerin und Schauspielerin
- 1990: Will Brandes, deutscher Schlagersänger
- 1990: Hans Korte, deutscher Generalmajor
- 1991: Per Yngve Ohlin, bekannt als „Dead“, schwedischer Sänger der norwegischen Black-Metal-Band Mayhem
- 1991: Peter Schille, deutscher Journalist

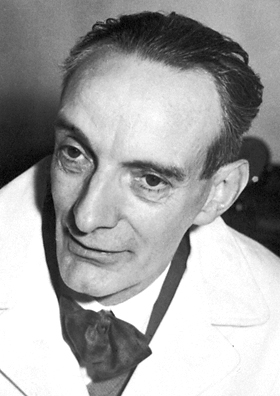
Daniel Bovet († 1992)

- 1992: Daniel Bovet, italienischer Pharmakologe, Nobelpreisträger
- 1992: Käte Hamburger, deutsche Germanistin, Literaturwissenschaftlerin und Philosophin
- 1993: Marian Anderson, US-amerikanische Opernsängerin (Alt)
- 1994: Elisabeth Jaspersen, deutsche Porträt- und Landschaftsmalerin
- 1994: Paul Söllner, deutscher Ruderer und Sportorganisator, Olympiasieger
- 1994: Quddys Qoschamijarow, kasachisch-uigurischer Komponist
- 1995: Hans Bodensteiner, deutscher Politiker
- 1995: Andrej Očenáš, slowakischer Komponist
- 1996: León Klimovsky, argentinischer Regisseur und Drehbuchautor
- 1996: Fried Walter, deutscher Komponist
- 1997: Laura Nyro, US-amerikanische Sängerin, Pianistin und Songwriterin
- 1998: Annemarie Cordes, deutsche Schauspielerin
- 2000: Hans Karl Adam, deutscher Fernsehkoch
- 2000: Ibrahim Ahmed, kurdischer Autor, Schriftsteller und Übersetzer
- 2000: Harry Williamson, US-amerikanischer Mittelstreckenläufer

### 21. Jahrhundert
- 2001: Frank Annunzio, US-amerikanischer Politiker
- 2002: Franz Liebl, deutscher Autor
- 2003: Nathan Apea Aferi, ghanaischer Politiker
- 2003: Vatche Arslanian, kanadischer Rot-Kreuz-Mitarbeiter
- 2003: Maki Ishii, japanischer Komponist und Dirigent
- 2004: Herb Andress, deutscher Schauspieler
- 2004: Hans Guido Mutke, deutscher Jagdflieger
- 2005: Yoshitarō Nomura, japanischer Filmregisseur
- 2006: Gerard Reve, niederländischer Schriftsteller
- 2007: Heinz-Georg Sievers, deutscher Arzt und Handballspieler
- 2008: Cedella Marley Booker, jamaikanische Musikerin
- 2008: John Button, australischer Jurist und Politiker
- 2008: Stanley Kamel, US-amerikanischer Schauspieler
- 2009: Günter Möbus, deutscher Geologe
- 2010: Malcolm McLaren, britischer Künstler, Modemacher und Musikmanager
- 2010: Abel Muzorewa, simbabwisch-rhodesischer Premierminister
- 2010:Michel Turler, Schweizer Eishockeyspieler
- 2011: Eva Afuhs, österreichische Künstlerin
- 2012: George Wilberforce Kakoma, ugandischer Musiker und Komponist
- 2012: Jack Tramiel, polnisch-US-amerikanischer Unternehmer und Computerpionier
- 2013: Annette Funicello, US-amerikanische Popmusik-Sängerin und Schauspielerin
- 2013: Sara Montiel, spanische Sängerin und Schauspielerin

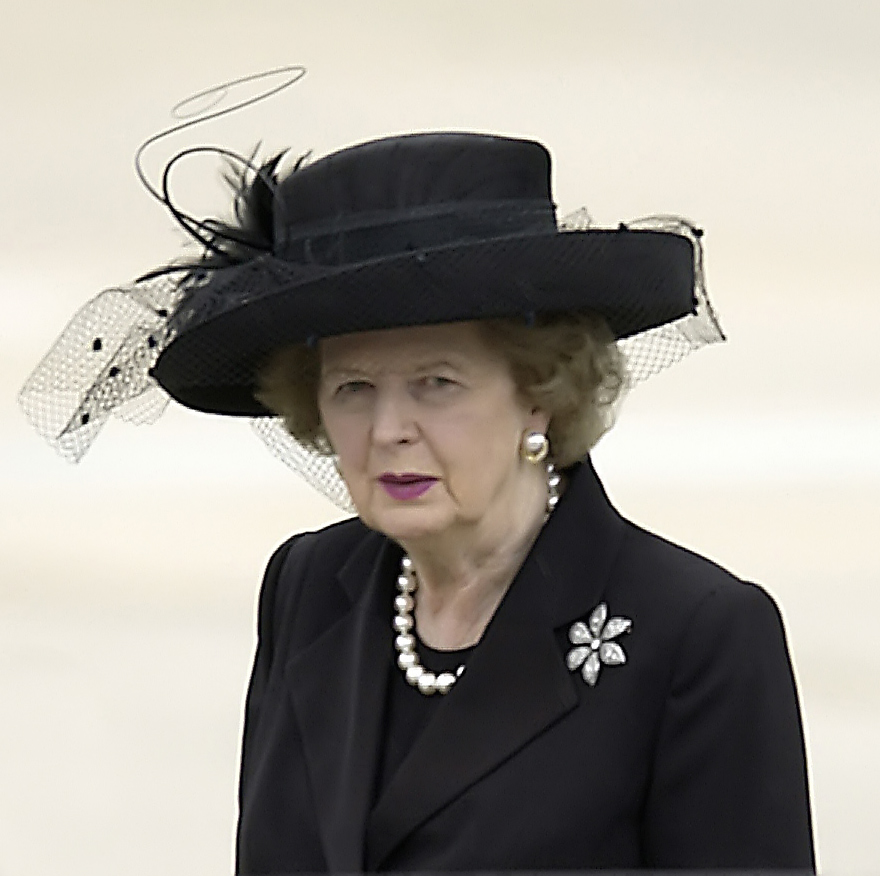
Margaret Thatcher († 2013)

- 2013: Margaret Thatcher, britische Chemikerin, Anwältin und Politikerin, erste Premierministerin des Vereinigten Königreichs
- 2014: Karlheinz Deschner, deutscher Schriftsteller, Religions- und Kirchenkritiker
- 2014: Warrior, US-amerikanischer Wrestler
- 2015: Bodo Bröse, deutscher Pädagoge und Hochschullehrer
- 2015: Jean-Louis Crémieux-Brilhac, französischer Widerstandskämpfer gegen den Nationalsozialismus
- 2015: Jacques Waardenburg, niederländischer Theologe und Islamwissenschaftler
- 2016: Theodor Buhl, deutscher Schriftsteller
- 2016: Dieter Thomas, deutscher Kabarettist und Comedian
- 2017: Rolf Erb, Schweizer Unternehmer
- 2017: Georgi Michailowitsch Gretschko, sowjetischer Kosmonaut
- 2018: Juraj Herz, tschechischer Filmregisseur
- 2018: John Miles, britischer Automobilrennfahrer
- 2020: Irmgard Abs-Wurmbach, deutsche Mineralogin
- 2020: Georges Hacquin, belgischer Automobilrennfahrer
- 2020: Valeriu Muravschi, moldawischer Politiker
- 2021: Jovan Divjak, bosnischer General
- 2021: Ekkehard Fasser, Schweizer Leichtathlet und Bobfahrer
- 2021: Ismael Ivo, brasilianischer Tänzer und Choreograf
- 2021: Roseli Machado, brasilianische Leichtathletin
- 2021: John da Silva, neuseeländischer Ringer und Boxer
- 2022: Uwe Bohm, deutscher Schauspieler
- 2024: Peter Higgs, britischer Physiker
- 2024: Christiane Scrivener, französische Politikerin, MdEP und EU-Kommissarin
- 2024: Alexei Wladimirowitsch Zatewitsch, russischer Radrennfahrer
- 2025ː Swetlana Gerassimenko, sowjetische und tadschikische Astronomin
- 2025: Roy Oppenheim, Schweizer Kulturpublizist

## Feier- und Gedenktage
- Kirchliche Gedenktage
  - Martin Chemnitz, deutscher Theologe (evangelisch)

- Namenstage
  - Beate, Walter

- Brauchtum
  - Japan: Kambutsue

- Internationaler Tag der Roma

Weitere Einträge enthält die Liste von Gedenk- und Aktionstagen.